# Jerez

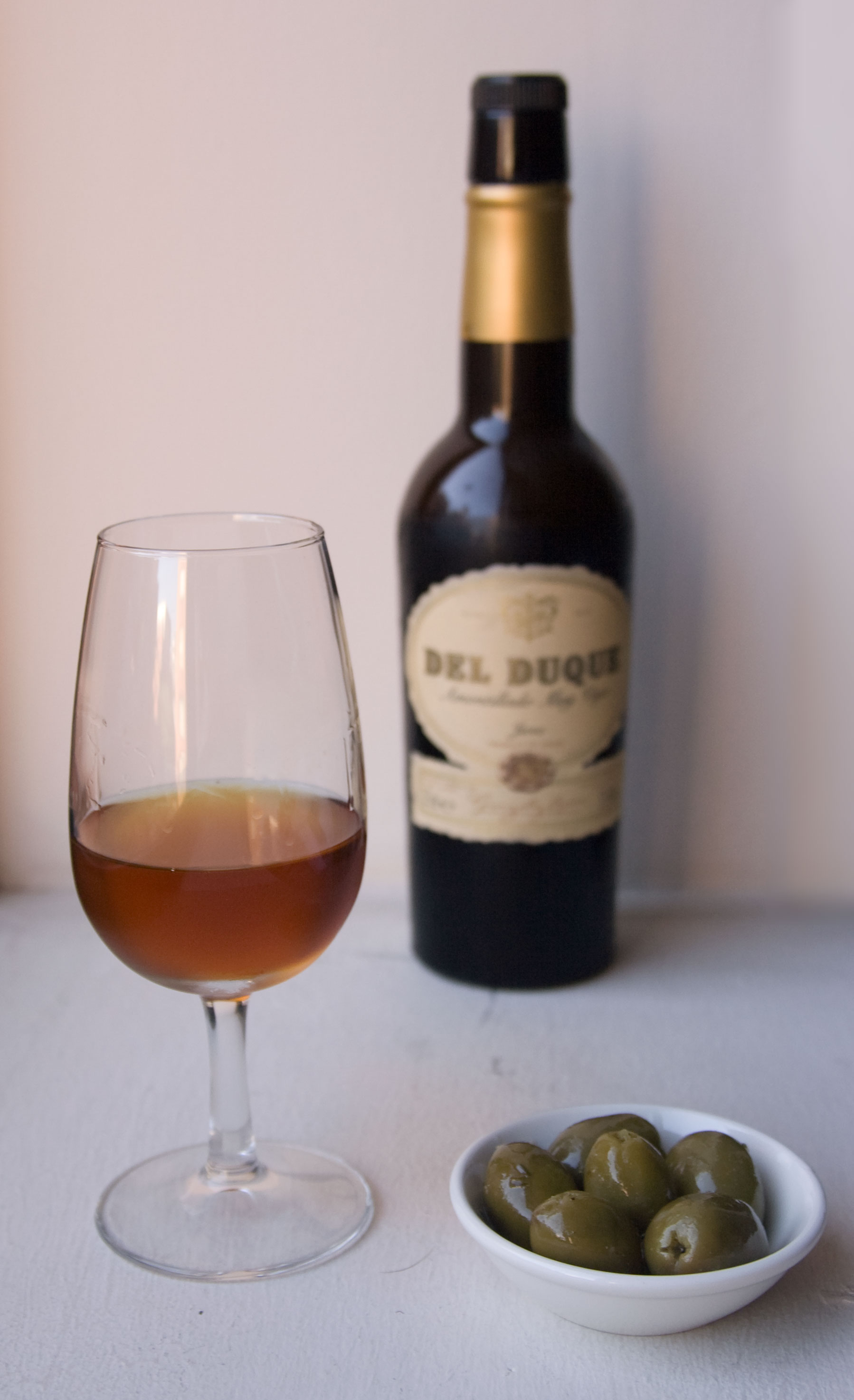
Vino amontillado de Jerez acompañado de aceitunas

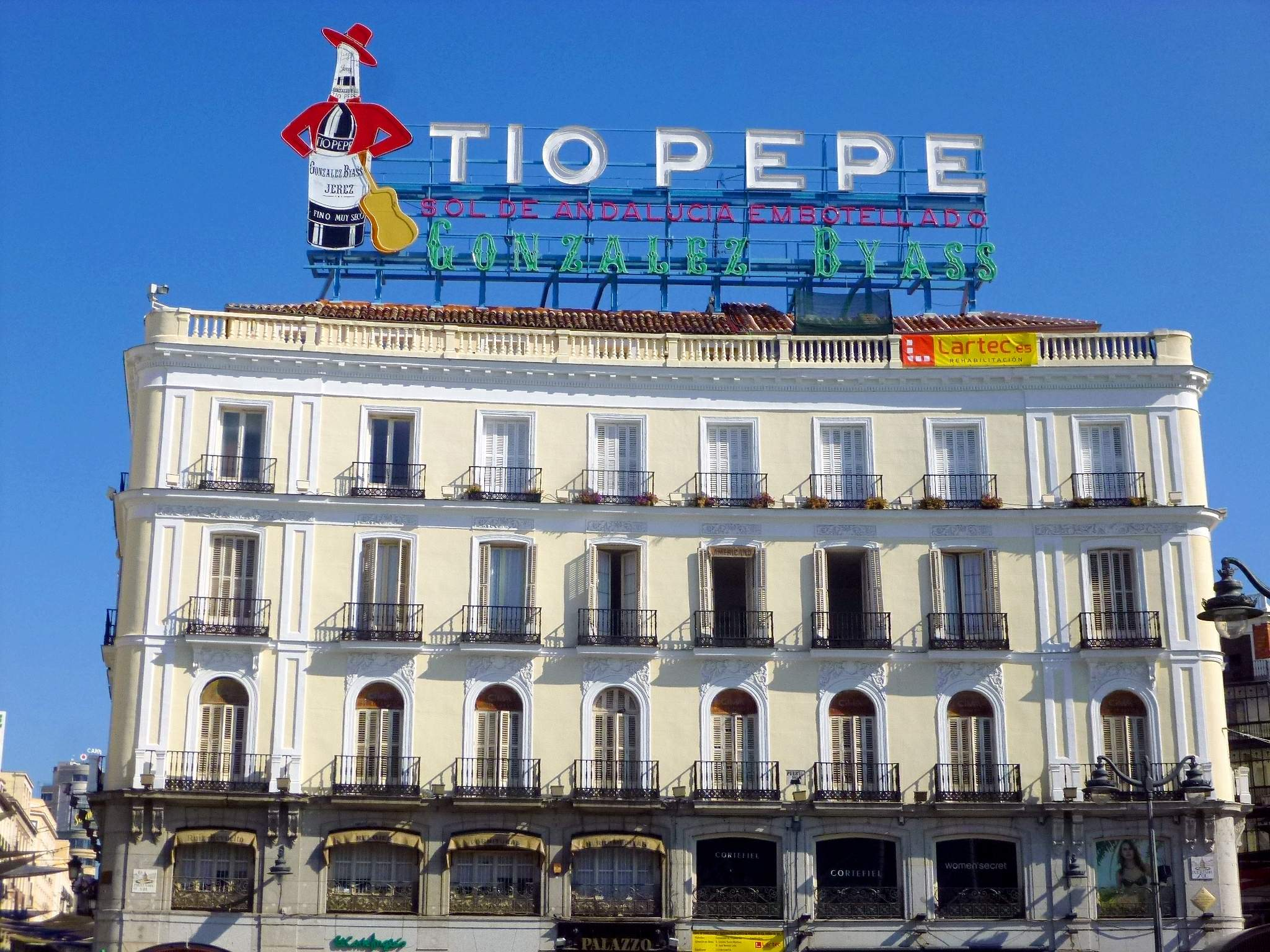
Anuncio de una conocida marca de jerez en la Puerta del Sol de Madrid

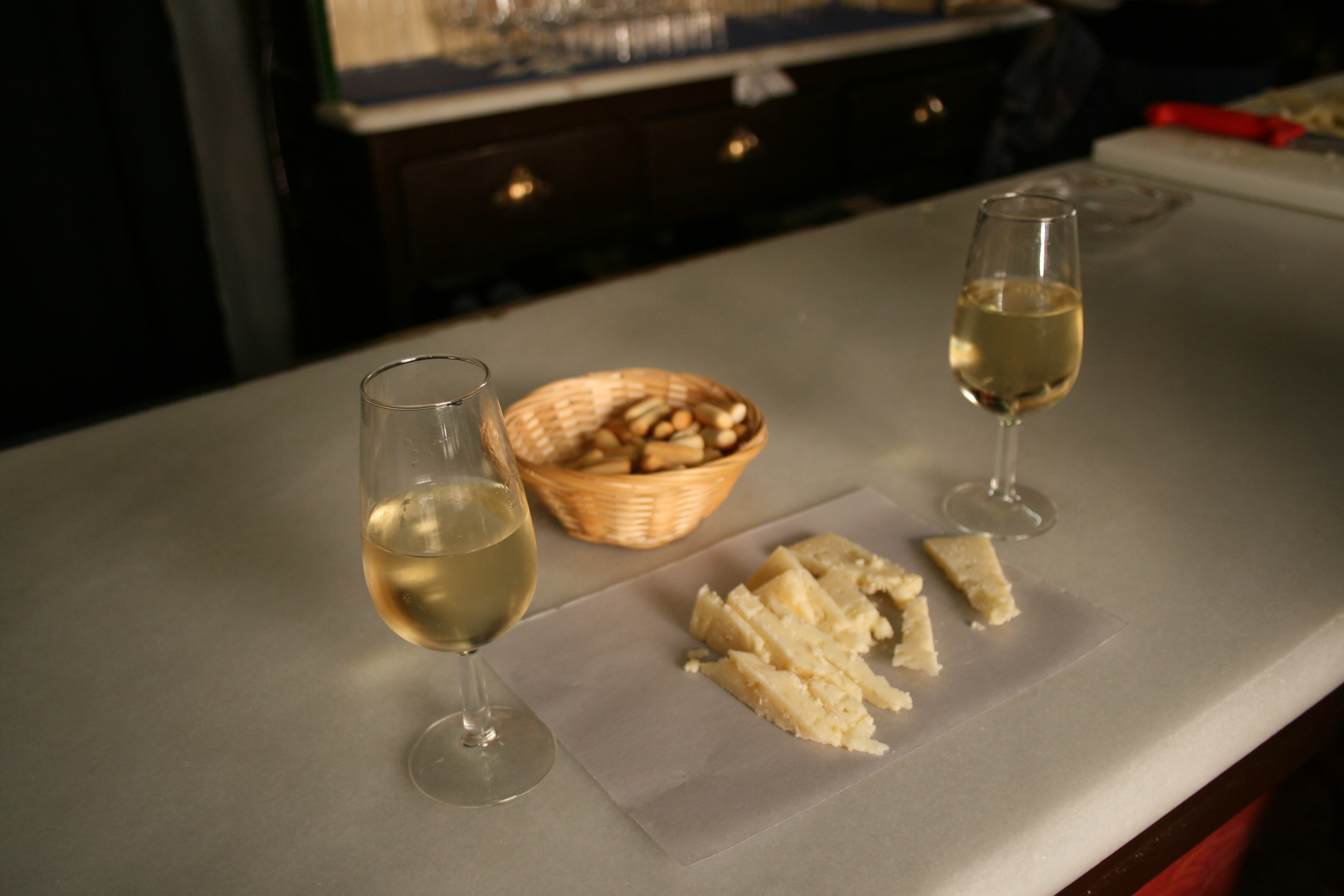
Tapa con sus catavinos de fino

El jerez (en inglés sherry y en francés xérès) hace referencia a una amplia gama de vinos españoles que se cría en las ciudades andaluzas de la provincia de Cádiz de Jerez de la Frontera, El Puerto de Santa María y Sanlúcar de Barrameda, ampliadas en 2022 a los municipios de Chiclana de la Frontera, Chipiona, Puerto Real, Rota, Trebujena y Lebrija (este último en la provincia de Sevilla). El conjunto geográfico formado por la zona de producción y la zona de crianza del jerez se conoce con el nombre de Marco de Jerez. Esta especialidad vínica es un elemento clave en la historia de los municipios que integran el Marco y en la identidad cultural de sus habitantes.

## Territorio. El Marco de Jerez
El "Marco de Jerez" es el territorio vitivinícola español de las provincias de Cádiz y Sevilla, en la comunidad autónoma de Andalucía, donde se produce y se cría el jerez. Está compuesto por Jerez de la Frontera (que le da nombre), Sanlúcar de Barrameda, El Puerto de Santa María, Trebujena, Chiclana de la Frontera, Puerto Real, Rota, Chipiona y Lebrija (único situado en la provincia de Sevilla). Se divide en dos áreas diferenciadas, la "zona de producción" y la "zona de crianza". La zona de producción está compuesta por Jerez, Sanlúcar, El Puerto, Trebujena, Chiclana, Puerto Real, Rota, Chipiona y Lebrija, mientras que la zona de crianza se limita a Jerez, Sanlúcar y El Puerto. Asimismo la zona de producción se divide en "Jerez Superior" (que históricamente ha tenido producción de uva de mayor calidad) y "Jerez Zona".

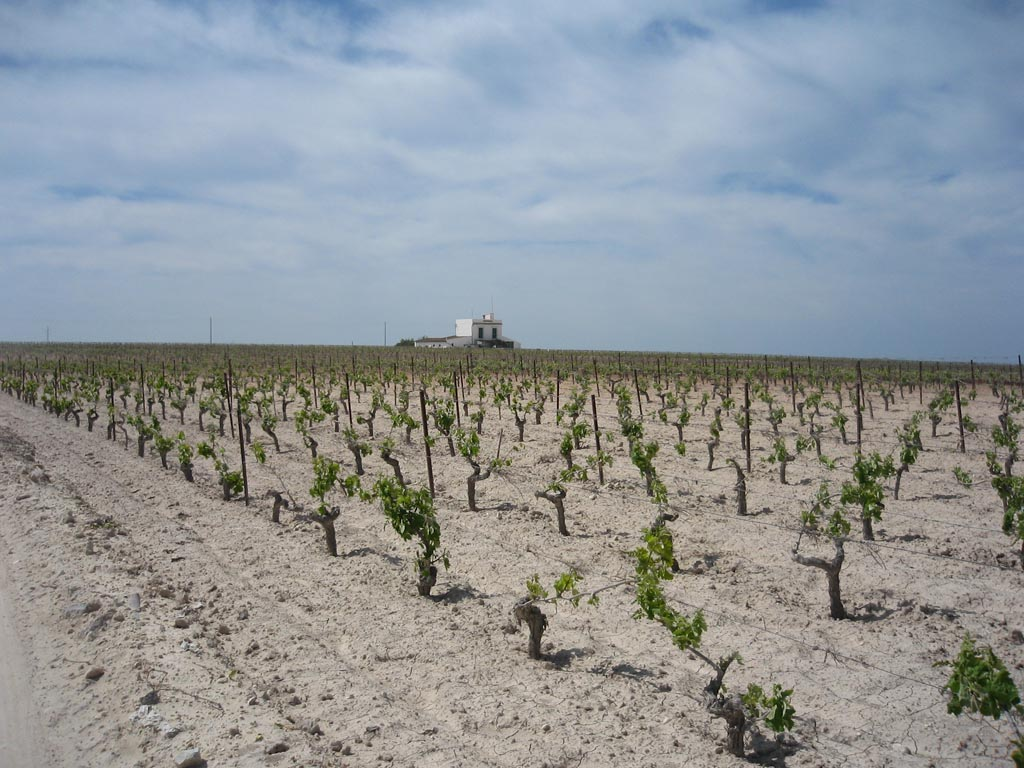
Paisaje característico del Marco de Jerez

Su situación geográfica, bajo la influencia climática del Atlántico y del Mediterráneo y con una media de 30 días al año de precipitaciones intensas, hace que la crianza de sus caldos tenga características especiales. Otros elementos diferenciadores son la tierra albariza, la variedad de uva Palomino, la crianza bajo flor (levaduras del género Saccharomyces) y el sistema de crianza de criaderas y soleras.
El vino producido es el jerez de todas sus especialidades: el fino, el amontillado, el oloroso, el palo cortado, el pedrojiménez, el moscatel, el Pale Cream, el Medium y el Cream. Asimismo en la zona se produce el Vinagre de Jerez y el Brandy de Jerez.
Sin embargo, en los últimos diez años las viñas en la provincia se han visto reducidas (principalmente por el exceso de producción) de 32 000 a 7000 hectáreas, lo que ha dado lugar a que la Junta de Andalucía lance un programa para su mejora de cara a fomentar el enoturismo. Este programa dio sus resultados, siendo la ruta de vino más visitada en España durante 2017 según la Asociación de Ciudades Españolas del Vino (Acevin).
Igualmente, desde 2018 se trabaja por su reconocimiento como Patrimonio de la Humanidad por la UNESCO.

## Historia

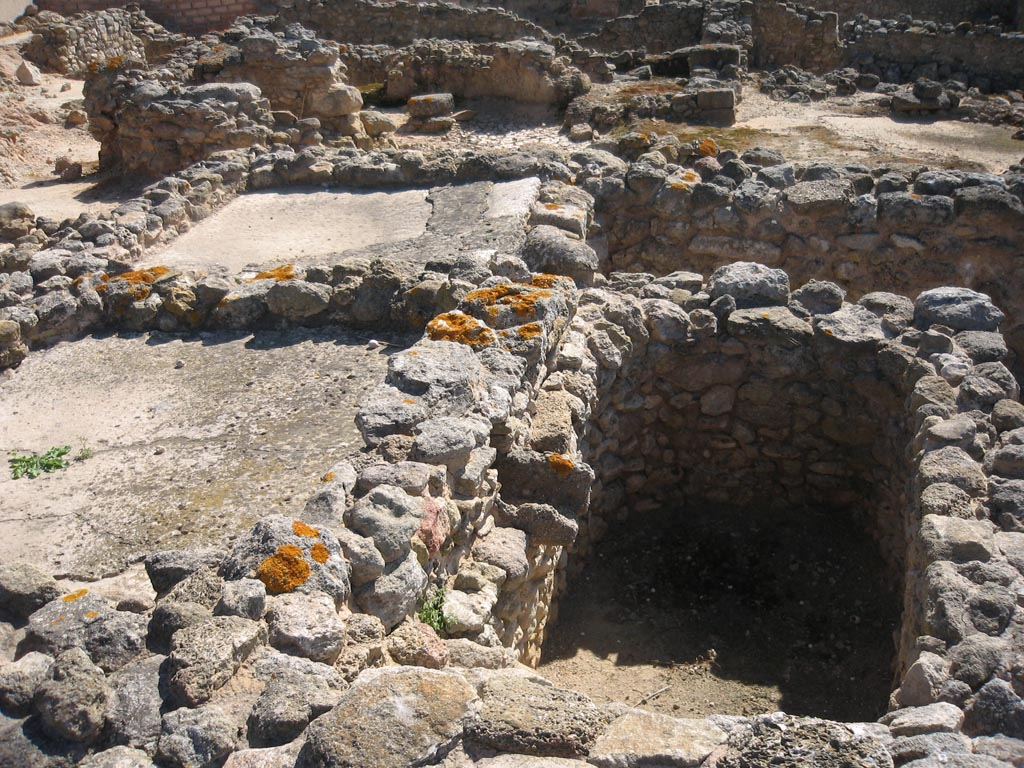
Lagar de la ciudad fenicia del Castillo de Doña Blanca,

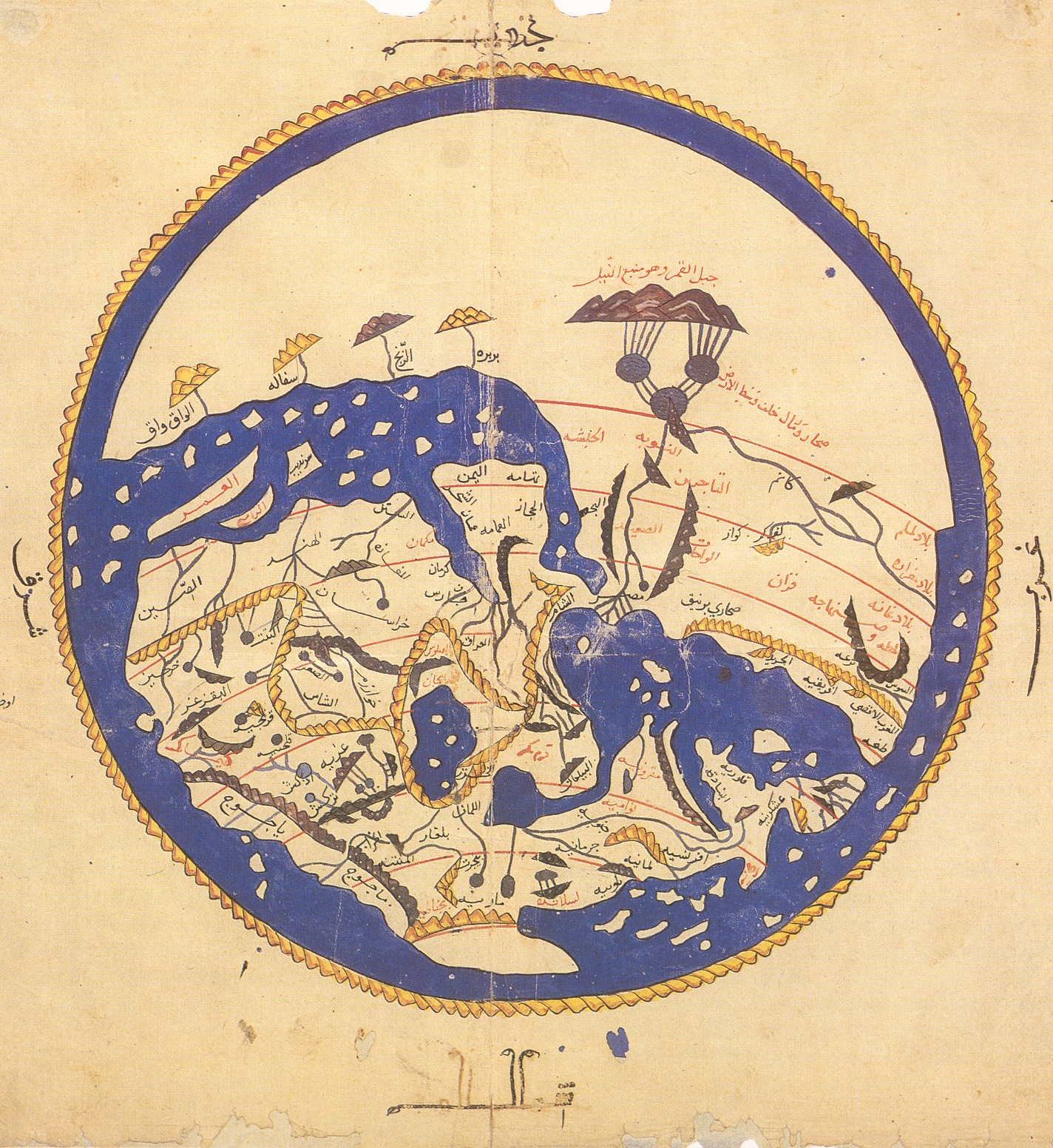
Mapamundi diseñado por el geógrafo ceutí al-Idrisi en 1150 para el rey Roger II de Sicilia. Conservado en la Biblioteca Bodleiana de Oxford, presenta la curiosidad de tener el norte en la parte inferior. En otro mapa más detallado de la misma obra puede leerse el nombre árabe Šeriš, que se pronuncia "sherish", sobre la actual región de Jerez.

El jerez forma parte del Foro de Denominaciones de Origen Vitivinícolas Históricas junto con el oporto, el rioja, el burdeos, el champaña, el coñac, el borgoña y el barolo. Las siguientes circunstancias históricas han ido determinando la identidad de los vinos producidos en el Marco de Jerez.

### Primeras evidencias
En el siglo I a. C. Estrabón, en el libro III de su Geografía, dice que la vid fue traída a la región por los fenicios, fundadores de Gadir, hacia el 1100 a. C. En el yacimiento arqueológico de Doña Blanca, ciudad fenicia situada en el término de El Puerto de Santa María, se han encontrado un lagar que data del siglo IV a. C. En esa época, hubo una ciudad cerca del Estrecho de Gibraltar llamada Xera que se ha querido situar en Jerez por el relativo parecido del nombre, si bien las principales ciudades de esta época cerca de Jerez fueron la ciudad púnica situada en Doña Blanca y la ciudad turdetana de Asta Regia.
Tras la pacificación de la Baetica en el 138 a. C. por parte de Escipión Emiliano y la subsiguiente romanización de la región, se inició una intensa exportación de aceite de oliva, vino y garum desde la provincia hispana Bética hacia la metrópoli romana y otras partes del Imperio. Se ha querido suponer que Jerez tuvo entonces el nombre de Ceret, a partir de una moneda turdetana con la leyenda CERIT o CERTI, y de algunas referencias históricas al vino de los Ceretani, que tenía gran fama entre los patricios romanos. Pero estos Ceretani eran en realidad los habitantes de la ciudad etrusca Caere, hoy Cerveteri, en el Lacio italiano. Más verosímll resulta que el nombre de Jerez, documentado por primera vez en textos árabes como Šeriš, proceda del nombre de un vicus o aldea de carácter industrial donde en Época Romana se elaboraban vinos en tinajas o serias.

### Edad Media
Durante la Edad Media, en el año 711, con la dominación árabe de buena parte de Hispania, este lugar pasó a denominarse Šeriš (sherish). En los más de cinco siglos que duró en la zona la dominación islámica, Sherish se mantuvo como un importante centro de elaboración de vinos, a pesar de la prohibición coránica, bajo la excusa de la producción de pasas y la obtención de alcohol con fines medicinales. En el 966, durante el califato de Alhakén II, a instancias de Almanzor, se decidió arrancar los viñedos jerezanos por motivos religiosos, pero la oposición local consiguió que solo se arrancara un tercio del mismo. En el siglo XII, los vinos de Sherish ya eran exportados y apreciados en Inglaterra, pasando a ser conocidos allí como Sherry.
Con la conquista de Sevilla en 1248 por Fernando III el Santo, el área de Sherish quedó sometida bajo una especie de protectorado. En 1264 se produjo la reconquista definitiva del reino vasallo por parte de Alfonso X el Sabio. Según el libro de repartimiento de la ciudad, redactado tras la conquista castellana, existían en ella 21 cascos de bodega. De las siete mezquitas existentes dos fueron convertidas en bodegas. Con la presencia cristiana, el topónimo árabe se castellanizó, pasando a ser Xeres o Xerez. Con el tiempo se añadió de la Frontera, al lindar su término con el Reino de Granada.
Las viñas jerezanas se convirtieron en una fuente de riqueza para la Casa Real, puesto que la ciudad de Jerez tras la reconquista cristiana pasó a ser realenga. Enrique I de Castilla, para desarrollar las manufacturas nacionales, intercambió lana inglesa por vino de Jerez, lo que contribuyó a la popularización de este en Inglaterra. Por su parte, Enrique III de Castilla, por Real Provisión de 1402, prohibió que se arrancase una sola cepa de Jerez y que cerca de la viñas hubiese colmenas cuyas abejas dañasen su fruto.
La creciente demanda de vino provocada por el intenso comercio de los puertos de la Baja Andalucía durante la Baja Edad Media con Inglaterra, Flandes, Francia y Génova provocó la necesidad de regular la actividad vinícola y comercial. Por ello, el 12 de agosto de 1483 el Cabildo de Jerez promulgó las Ordenanzas del Gremio de la Pasa y la Vendimia de Jerez, primer reglamento que reguló la vendimia, las características de las botas (barricas), el sistema de crianza y el comercio.

### Edad Moderna
Durante la Edad Moderna, el descubrimiento de América abrió al jerez un nuevo mercado. Existía un privilegio que reservaba un tercio de la carga de los barcos que comerciaban con Las Indias para el transporte de vino (denominado "Tercio de Frutos" o "Tercio de Toneladas"). Aunque el monopolio del comercio con América lo tenía el puerto de Sevilla (posesión de la Corona), los puertos señoriales de Sanlúcar y El Puerto de Santa María continuaron sirviendo de lanzadera al jerez para el comercio con los puertos europeos, que ya existía desde la Baja Edad Media. El puerto de Sanlúcar pertenecía a la casa de Medina Sidonia, mientras que El Puerto de Santa María era propiedad de la casa de Medinaceli. Este último era de fácil acceso para las mercancías jerezanas que llegaban a él, Guadalete abajo, a través del embarcadero de El Portal.
El jerez viajó en las bodegas de la nao Victoria y de las demás naves que, comandadas por Fernando de Magallanes, salieron del puerto de Sanlúcar el 20 de septiembre de 1519, regresando al mismo puerto en 1522, ya bajo el mando de Juan Sebastián Elcano, en lo que fue la I Circunnavegación marítima de la Tierra. A partir de ese hecho se definieron los "vinos de ida y vuelta", que presentaban características diferencias tras el viaje marítimo.

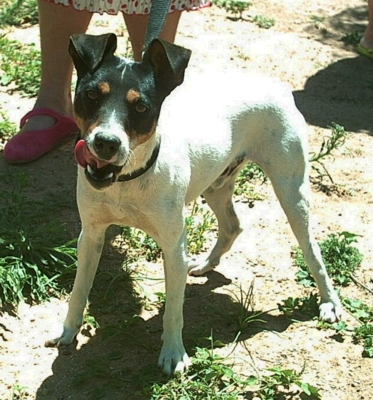
Perro Ratonero bodeguero andaluz

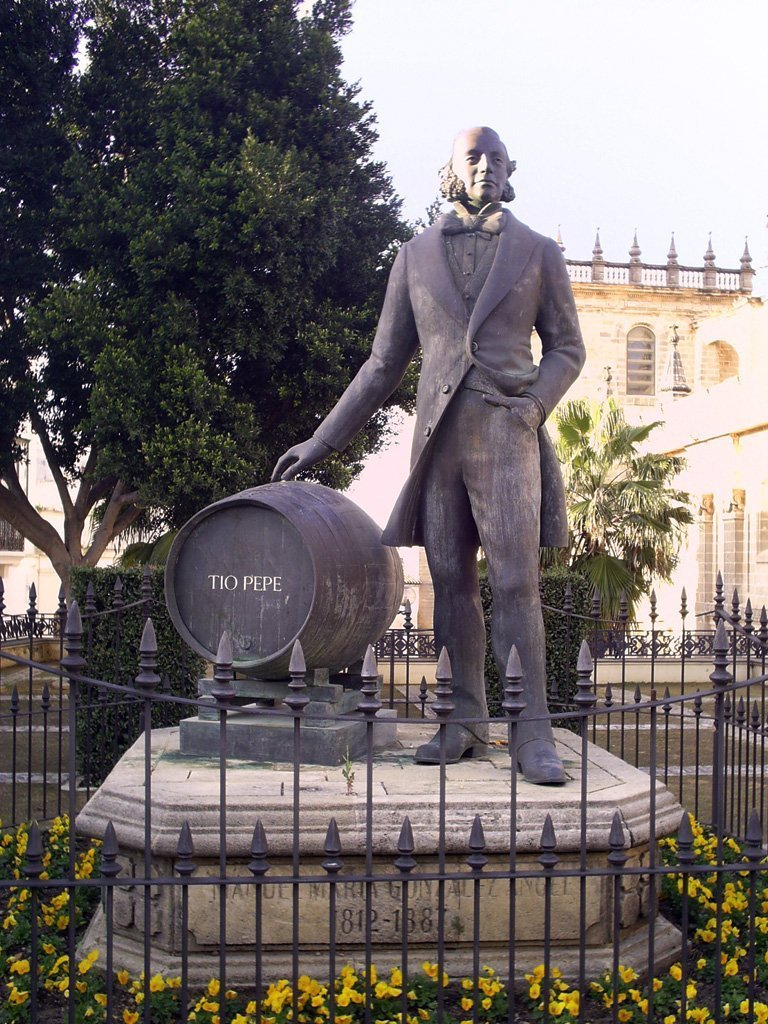
Manuel Mª Gonzales Ángel, fundador de González Byass

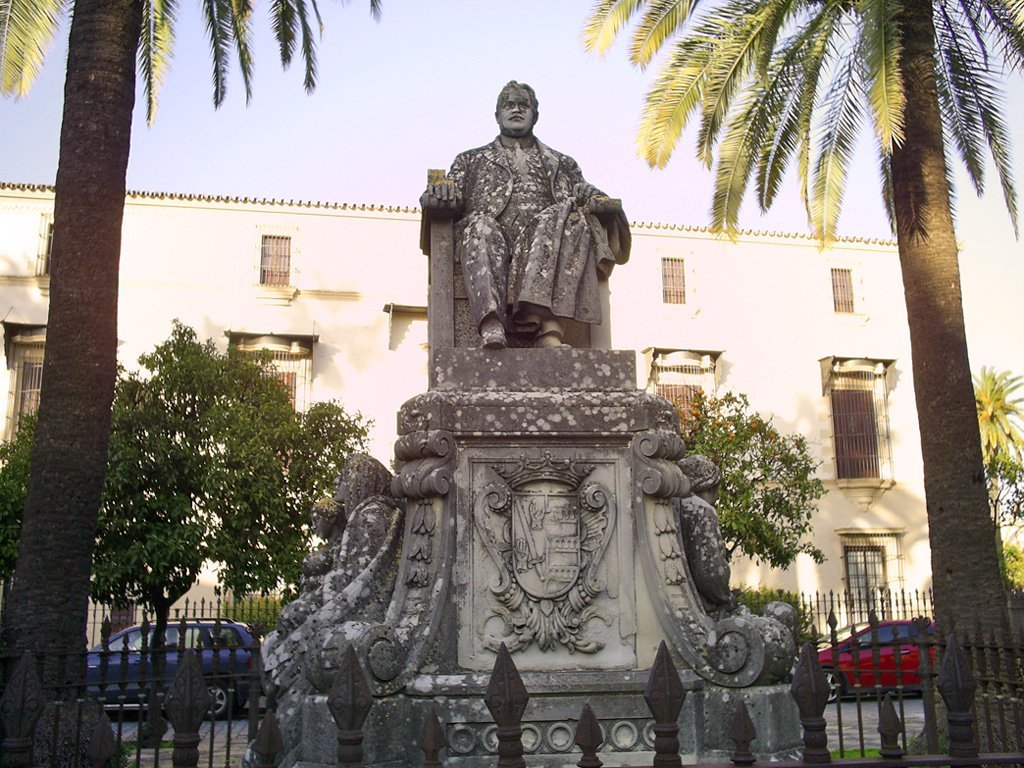
Marqués de Casa Domecq

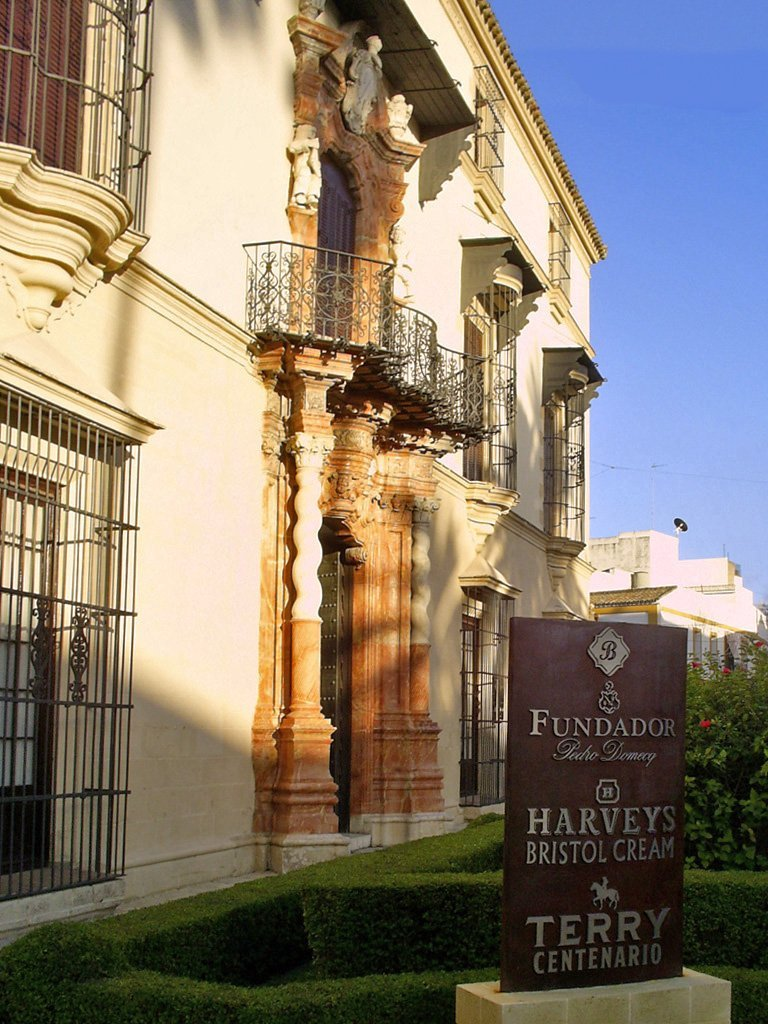
Palacio de Domecq, en Jerez de la Frontera

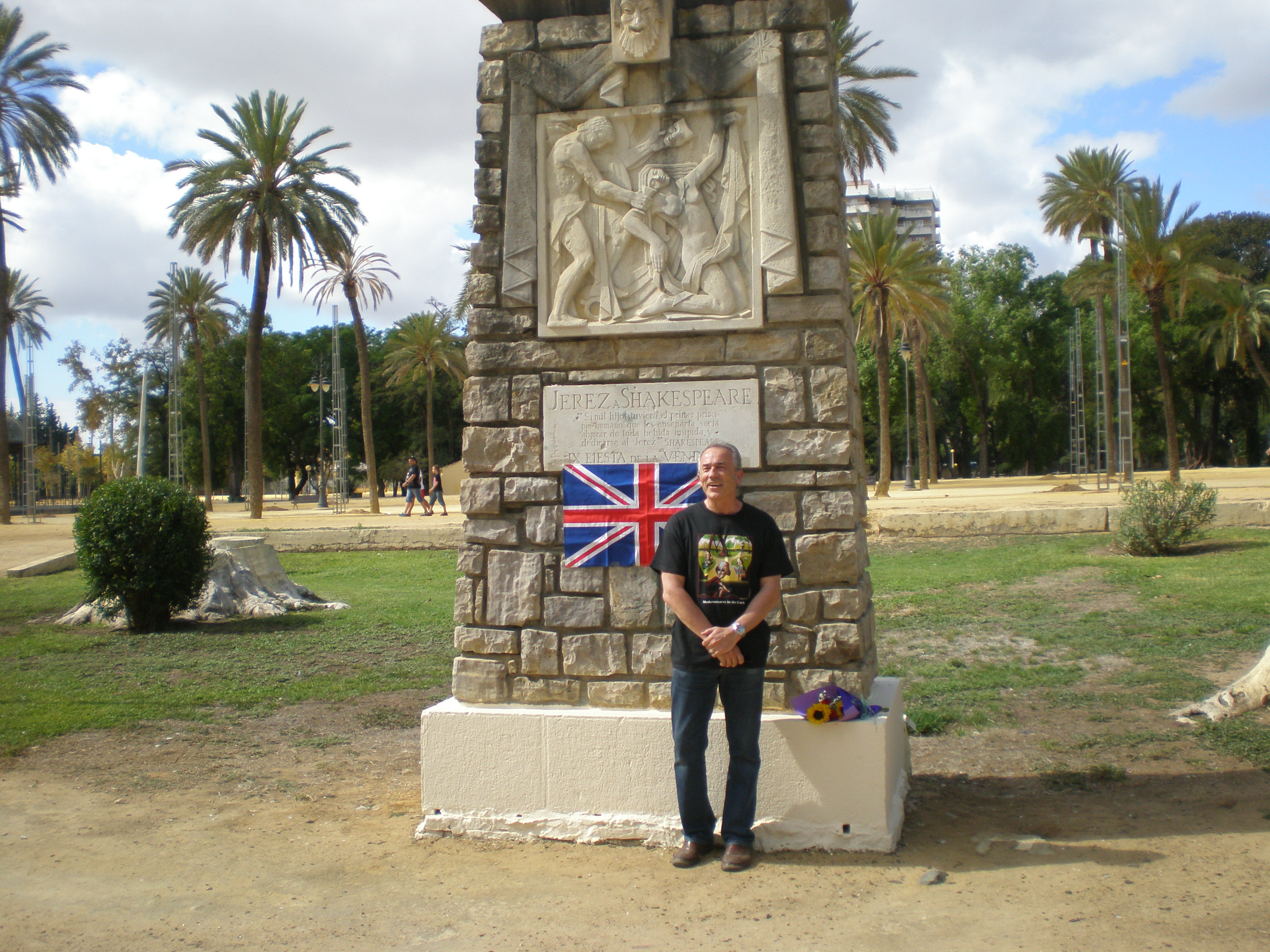
Homenaje a Shakespeare junto al monumento existente en el Parque González Hontoria. El monumento fue promovido en 1956 por la organización de la IX Fiesta de la Vendimia para agradecer la buena prensa que dio el escritor a este vino en sus obras.

Durante el Siglo de Oro, la piratería inglesa, aunque perjudicial para los intereses de los comerciantes del Marco, fue un factor importante en la difusión del jerez en Inglaterra. En el saqueo de Cádiz de 1587, Martin Frobisher, de la flota de Francis Drake, llevó consigo como botín 3000 botas de jerez. En 1596 Cádiz volvió a ser saqueada, esta vez por la escuadra anglo-holandesa del II conde de Essex, a quien Isabel I de Inglaterra recomendaría el jerez como “el vino ideal”. En 1625 lord Wimbledon intentó un nuevo ataque a Cádiz que no tuvo éxito. El jerez, conocido en Inglaterra como sherry (nombre derivado del árabe Šeriš), gozó allí de gran popularidad como demuestra su presencia en la mesa de Jacobo I y las frecuentes alusiones a él que William Shakespeare hace en sus obras; entre otras, en Noche de reyes, Las alegres comadres de Windsor, Ricardo III, Enrique VI y Enrique IV.
En 1680 la cabecera de la Flota de Indias pasó a Cádiz, desapareciendo el teórico monopolio sevillano, lo que benefició aún más las exportaciones vinícolas del Marco. Surgieron los negocios familiares de los Cargadores a Indias, de cuyo poder económico dan testimonio sus casas. Muchos italianos (los Lila, Maldonado, Spínola, Conti, Colarte o Bozzano) se establecieron en el Marco y pusieron en él la base de la industria vinatera posterior. Asimismo, la demanda de jerez proveniente de las islas británicas hizo que, a lo largo de los siglos XVII y XVIII, en el marco se establecieran también negocios ingleses y escoceses, como fue el caso de Fitz-Gerald, Gordon y Mackenzie.

### SigloXVIII
Entre principios y mediados de este siglo llegan a Jerez nuevos comerciantes procedentes de otros países europeos. Entre ellos, algunos emigrantes irlandeses, conocidos por los Wine Geese, la mayoría procedentes del condado de Waterford y debido a la persecución católica de Oliver Cromwell y posterior Guerra Guillermita, como Patrick Murphy Woodlock quien adquirió en 1730 la Bodega El Molino en Jerez estableciendo la compañía que posteriormente sería Pedro Domecq, actualmente Bodegas Fundador. William Garvey Power también fue un irlandés quien llegó a Jerez en la segunda mitad del siglo XVIII y fundó su negocio de Vinos de Jerez en 1780, dando lugar a una larga saga familiar en el marco. Además, llegaría en este mismo siglo a la provincia Andrés Terry Adriano, cuyo nieto Fernando A. de Terry, fundaría las Bodegas Terry en el siglo XIX. Finalmente, otro irlandés relevante sería Henry O´Neale cuyo descendiente Rafael O´Neale y Giles tuvo una relevante importancia en el sector en los siguientes siglos. 
Al mismo tiempo, procedentes de Francia, otros comerciantes burgueses con ascendencia noble, comenzarían a llegar a Jerez a mediados del siglo XVIII huyendo de los acontecimientos previos de la Revolución francesa. Serían los más relevantes, Jean Haurie Nebout, quien heredaría el negocio de Patrick Murphy y, en consecuencia, las actuales Bodegas Fundador, así como Pemartín, Domecq y Lacoste. La aportación de los bodegueros irlandeses y franceses serían fundamentales para la reactivación del Vino de Jerez en este siglo.
A finales del siglo XVIII el jerez era muy distinto al actual. El que se exportaba era un vino del año, fortificado para conservarlo bien durante el viaje. El Gremio de la Vinatería consideraba que el envejecimiento del vino era una práctica especulativa, por lo que sus ordenanzas lo prohibían, lo que beneficiaba a los viticultores (productores) y perjudicaba a los comercializadores (extractores). Como consecuencia de esta circunstancia, en 1775 comenzó una pugna entre estos, llamada el "'pleito de los extractores". Tras varias décadas, el pleito se decantó del lado de los comercializadores con la abolición del Gremio de la Vinatería, lo que impulsó definitivamente la producción y el comercio del vino según las modernas prácticas del mercado.
Asimismo, la posibilidad de almacenar los caldos de diferentes cosechas dio lugar al envejecimiento mediante el sistema de criaderas y soleras, una de las aportaciones fundamentales de la enología jerezana. La fortificación del vino dejó de ser un mero medio de estabilización y se convirtió en una práctica enológica: la adición a los vinos de aguardiente vínico en mayor o menor proporción, dio lugar a la amplia gama de jereces que hoy conocemos. Con todo ello, a principios del siglo XIX y tras pasar la ciudad las penalidades de la ocupación francesa entre el 4 de febrero de 1810 y el 26 de agosto de 1812, se conformó definitivamente la identidad actual del vino de Jerez y se comenzó a abastecer al mercado con vinos de calidad estable. 
En esa nueva situación, se instalaron en el Marco más vinateros británicos: los Wisdom, Warter, Williams, Humbert, Sandeman, Osborne, Terry y Duff-Gordon, entre otros, que debido a su nacionalidad en 1825 consiguieron que el gobierno británico rebajara «dos duros por bota» el impuesto de accisas sobre el vino. Por ello su venta se multiplicó por cuatro entre 1825 y 1840. Este crecimiento atrajo al Marco “capitales de regreso” españoles; esto es, hombres acaudalados que regresaban a España tras el proceso de emancipación de las colonias de ultramar. Entre estos «indianos» eran numerosos los de origen vasco, como los Goytia, Muriel, Goñi, Aizpitarte y Otaolaurruchi. Asimismo en esta época comenzaron su actividad los González (1835) y los Misa (1844).
A lo largo del siglo XIX el jerez se consagró como vino de fama universal (llegando a ser el 10 % de las exportaciones del país) y alcanzando precios de los más altos del mercado mundial. Igualmente, se publicaron los primeros libros dedicados en exclusiva a los caldos.
Esta actividad económica propició que Jerez se estableciera como una ciudad puntera en España en diversas materias, siendo pionera en parque de bomberos (ante la común combustión en los alambiques de las bodegas al destilar), red eléctrica y tren. El tren, conocido como "La Maquinilla" recorría las principales bodegas de la ciudad y llegaba a puerto para embarcar la mercancía.
Lamentablemente esta fama trajo rápidamente consigo la imitación y la comercialización de vinos falsificados, que no estaban producidos en el Marco de Jerez. Ello despertó el celo de los bodegueros jerezanos, que pretendían impedir que se comercializase con el nombre de Jerez vinos producidos fuera del Marco.
En 1878, varios bodegueros acudieron al Congreso Internacional de Marcas de Fábrica, donde se creó la Liga Internacional para la Propiedad Mutua de la Propiedad Industrial, cuya primera reunión se celebró en París en 1883. El 14 de abril de 1891 el Convenio de Madrid convirtió en norma los acuerdos e intenciones declaradas en la reunión de París, comenzando el reconocimiento internacional del vino de Jerez como producto con origen geográfico. Esta protección no resultó tan efectiva como era deseable puesto que el concepto de "Denominación de Origen" era un recién nacido en el derecho internacional. Por ello los bodegueros del Marco no cesaron en su lucha contra las falsificaciones.
El sector del sherry pasó un momento crítico en el año 1894, cuando la filoxera llegó a la comarca. El parásito arruinó a la práctica totalidad de viticultores hasta que años después se solucionó gracias al arranque de viñas y uso de injertos. No obstante, hizo que variedades habituales en el marco como mantúa o perruno de perdieran.

### SigloXXen adelante
En 1910 se fundó en Londres la Sherry Shippers Association, formada por armadores ingleses interesados en fomentar la importación y la promoción genérica del jerez. En 1924, durante la dictadura de Primo de Rivera, el Gobierno concedió al Ayuntamiento de Jerez de la Frontera la propiedad de la marca colectiva Jerez, que incluía cosecheros, industriales y comerciantes de dicha ciudad. Sin embargo, el paso definitivo en la protección de los vinos del Marco no llegó hasta 1933, con la II República, cuando se constituyó el Consejo Regulador de las Denominaciones de Origen Jerez-Xérès-Sherry.
Entre 1920 y 1933 a pesar de la ley seca en Estados Unidos se siguió exportando Jerez a dicho país para uso "medicinal y religioso".
Durante la dictadura se mantuvieron los señoritos al frente de bodegas, debido a los enormes beneficios que dejaba la comercialización del vino. Esto dio lugar a algunas de las primeras huelgas trabajadoras en el Franquismo. En los años setenta el jerez vivió sus años de máxima expansión: se llegaron a plantar 23 000 hectáreas plantadas de uva, que daban trabajo a 12 000 personas.
En 1955 se fundó el Centro de Investigaciones Enológicas, poniendo las bases de un estudio científico del mundo de los jereces.
Durante décadas se impulsó la exportación con subvenciones, lo que llevó a que el jerez fuera producto común en la Europa de posguerra. Sin embargo, tras la entrada en la Comunidad Económica Europea (CEE) en 1986 estas subvenciones cesaron y el margen de beneficios se redujo muy notablemente. Esta situación culminó en 1991 con una importante huelga de dos meses que llevó a una nueva relación entre patronal y trabajadores, haciendo desaparecer el Montepío de San Ginés y otras beneficios laborales.
En el siglo XXI el Jerez se establece como un vino de calidad contrastada con consumo habitual en celebraciones.
A partir de 2018 se trabaja en una propuesta que permita elaborar vinos de Jerez como se hacía hasta bien entrado el siglo XVIII: sin fortificar.
En 2019 un acuerdo comercial de la Unión Europea con China protege los vinos de la denominación frente a imitadores y usurpadores.
En 2020 las denominaciones la Denominación de Origen Jerez y la de Manzanilla de Sanlúcar de Barrameda son las mejor valoradas en la Guía Peñín.

## Consejo Regulador y denominaciones de origen

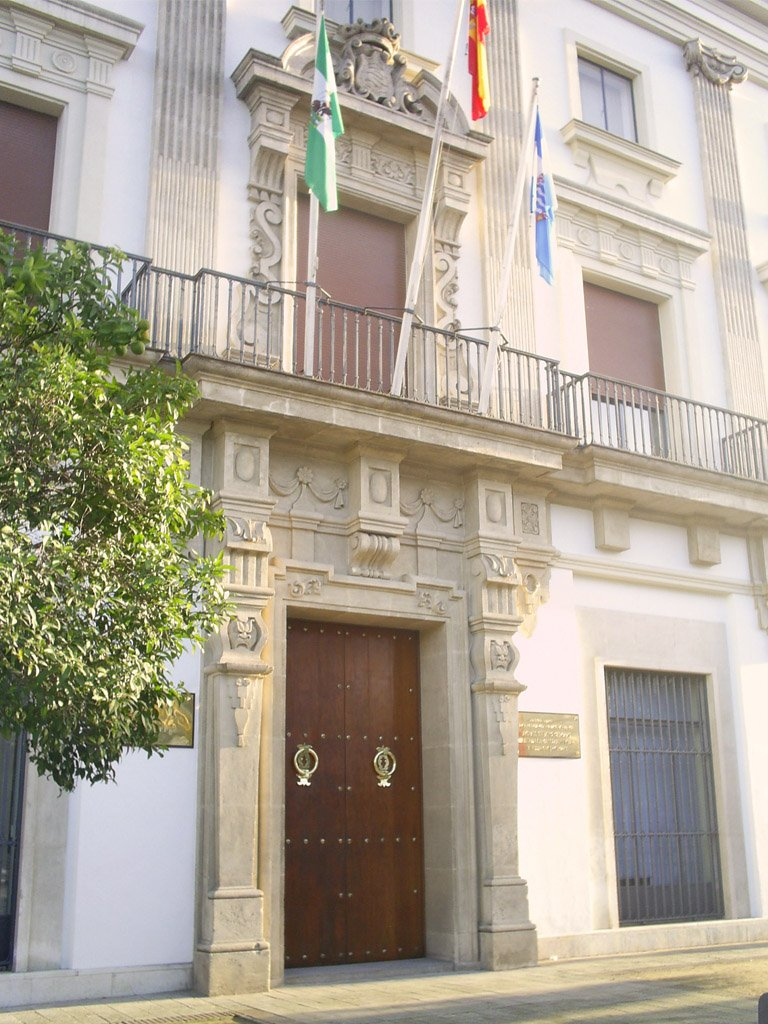
Consejo Regulador de las Denominaciones de Origen Jerez-Xérès-Sherry, Manzanilla de Sanlúcar y Brandy de Jerez.

La Orden de 15 de septiembre de 1933 constituyó y dio rango legal al Consejo Regulador de la denominación de origen Jerez-Xérès-Sherry, en virtud del artículo 34 del Estatuto del Vino, promulgado durante la II República Española por Ley de 26 de mayo de 1933. El 3 de agosto de 1934 se celebró su primera sesión y el 19 de enero de 1935 se publicó el primer reglamento de la denominación, que sirvió como modelo para otras denominaciones españolas que surgieron posteriormente pues, como recoge la Gaceta de Madrid n.º 119 de 29 de abril de 1935, el Consejo Regulador del Jerez fue el primero en constituirse en España y, por lo tanto, el más antiguo de esta nación.
En la década de 1960 se mantuvo un pleito entre en Consejo Regulador del Jerez y el llamado British Sherry, por el uso de la denominación "Sherry". Los británicos argumentaban que «sherry» era una denominación genérica y no una denominación de origen, sin embargo los jerezanos aportaron un mapa de al-Idrisi fechado en 1154 como prueba que demuestra que el vocablo inglés sherry proviene del topónimo árabe de Jerez (Sherish). Sin embargo, el nombre "Sherry" se ha usado y se usa todavía en Gran Bretaña, California, Australia, Nueva Zelanda y Sudáfrica como un semigenérico. En el caso de Canadá se usó hasta 2013.
En 1964 se modificó el Reglamento de la Denominación de Origen Jerez-Xérès-Sherry creándose la Denominación de Origen Manzanilla-Sanlúcar de Barrameda, reconociéndose oficialmente el carácter especial de la manzanilla dentro de los demás jereces y quedando ambas denominaciones amparadas por un mismo Consejo Regulador. Sin embargo la denominación "Manzanilla" se ha usado a veces de manera genérica, lo que ha llevado a recientes pleitos como el de la "Manzanilla de Lebrija". Ante esto la Unión Europea ha hecho pronunciamiento taxativo que identifica a la Manzanilla exclusivamente como un vino característico que procede exclusivamente de Sanlúcar de Barrameda.

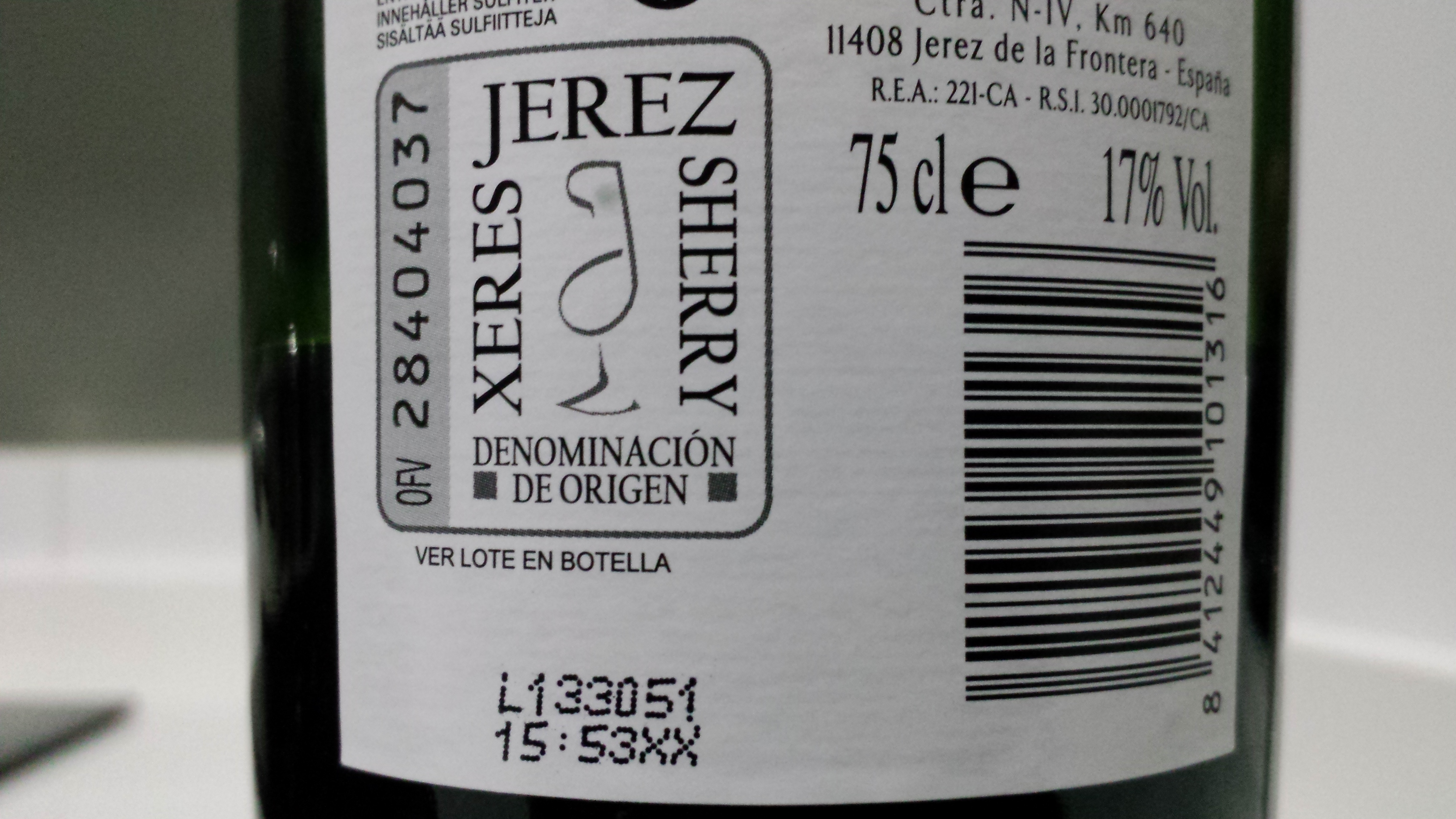
Etiqueta de la DO Jerez

En 1977 se publicó un nuevo Reglamento de las Denominaciones de Origen Jerez-Xérès-Sherry y Manzanilla-Sanlúcar de Barrameda y de su Consejo Regulador, por Orden del Ministerio de Agricultura de 2 de mayo. Hoy en día este reglamento sigue vigente aunque, tras el proceso autonómico en Andalucía, el Consejo Regulador de las Denominaciones de Origen "Jerez-Xérès-Sherry" y "Manzanilla-Sanlúcar de Barrameda" se ha convertido en una corporación de derecho público que actúa como órgano desconcentrado de la Consejería de Agricultura y Pesca de la Junta de Andalucía. El pleno del Consejo está compuesto por 21 personas: 18 vocales elegidos democráticamente cada cuatro años, un presidente elegido por los vocales, el secretario general del Consejo Regulador y un representante de la Junta de Andalucía con voz pero sin voto. Las funciones del Consejo Regulador del Jerez y de la Manzanilla son el control y certificación de los jereces amparados, su promoción y la defensa del patrimonio enológico del Marco de Jerez. Con la reciente promulgación de la Ley de la Protección del Origen y de la Calidad de los Vinos de Andalucía, el reglamento de 1977 está en proceso de revisión para adaptarlo a la nueva normativa.
En ese mismo año 1977 se crea la Federación de Bodegas del Marco de Jerez, Fedejerez.
Tras las elecciones de 2010, su presidente fue Antonio Fernández, exconsejero de economía de la Junta de Andalucía. A pesar de estar implicado en el caso de los ERE fraudulentos de la Junta de Andalucía, no dimitió hasta no entrado en prisión. En la actualidad Beltrán Domecq Williams ostenta el cargo.
Igualmente, el Consejo Regulador es sede de diferentes actividades de promoción de los vinos y brandies, como la Cátedra del Vino.
Sin embargo, cada vez son más las voces que piden que se pase a Denominación de Origen Calificada al no existir sobredemanda de uva.

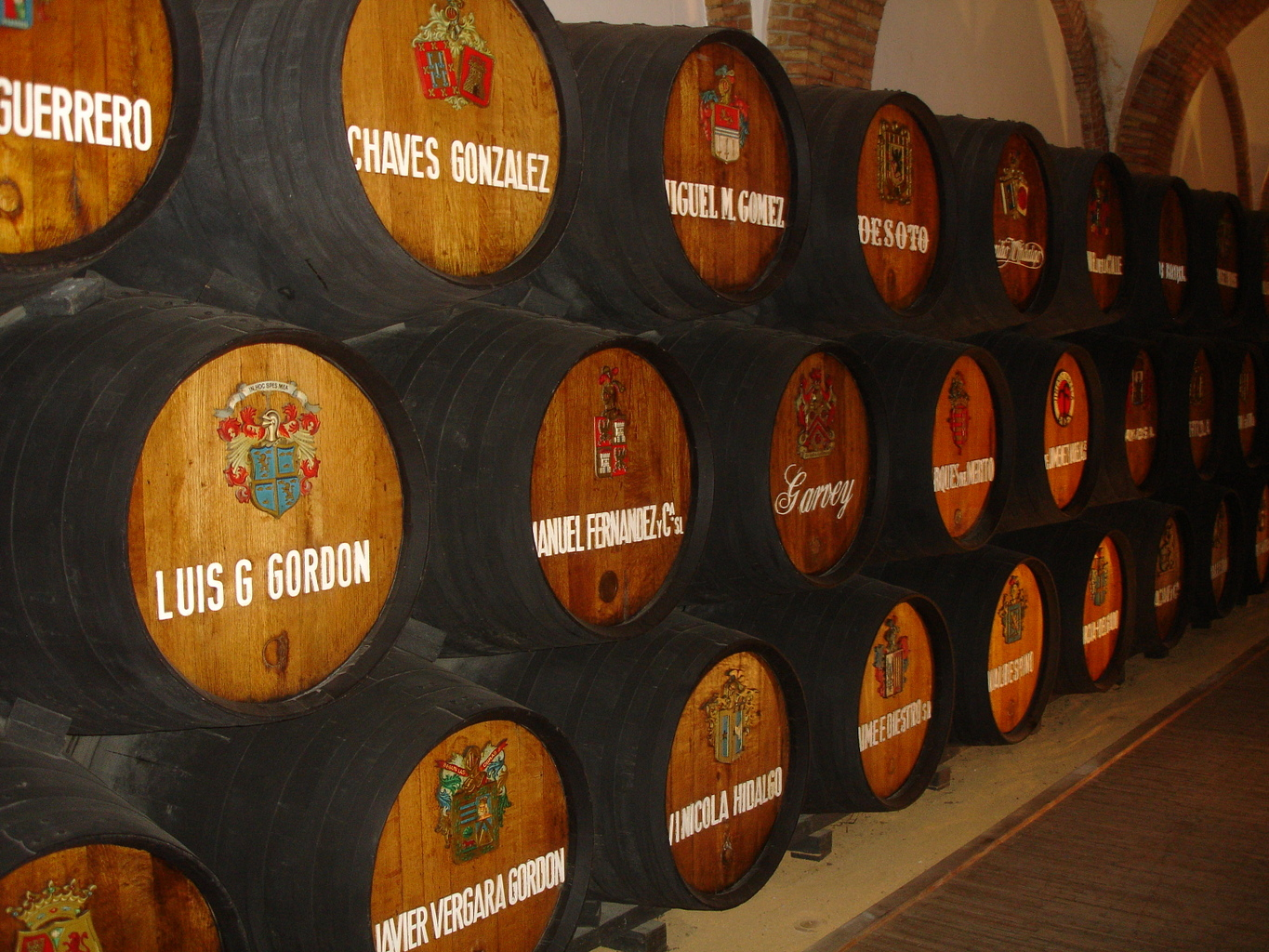
Botas en el Consejo Regulador.

En 2014 el Consejo Regulador decidió volver a imponer (de manera eventual) un canon sobre la uva. En concreto, 5 céntimos de euros por kilo.
En 2015 se constituyó en el Marco de Jerez por bodegas criadoras de Manzanilla de Sanlúcar la Asociación Profesional de Bodegas Artesanas de Sanlúcar de Barrameda, con el objetivo de promocionar, conservar, mejorar y defender al sector vitivinícola de la ciudad de Sanlúcar de Barrameda y su comarca, desde sus viñas, pasando por sus bodegas hasta llegar a sus vinos, priorizando sobre ellos a la Manzanilla como patrimonio enológico de Sanlúcar y vino único en el mundo y excepcional.
Además del movimiento económico y cultural, los vinos de Jerez han contribuido en la especialización del perro Ratonero bodeguero andaluz, la raza canina originaria y más característica de este territorio.
Esta denominación obtuvo su registro ante la Unión Europea el 13 de junio de 1986. También cuenta con registro ante la Organización Mundial de la Propiedad Intelectual desde 22 de junio de 2021.

### Normativa
Orden de la Consejería de Agricultura y Pesca de 2 de mayo de 1977 (BOE núm. 113, de 12 de mayo de 1977), por la que se reglamentan la Denominaciones de Origen «Jerez-Xérès-Sherry» y «Manzanilla-Sanlúcar de Barrameda» y su Consejo Regulador, modificado en sus artículos 15, 20.3 y en su artículo 21.A, por Orden de 8 de octubre de 1996 (BOJA núm. 121, de 22 de octubre de 1996), en el punto 2 del artículo 4 por Orden de 5 de mayo de 1997 (BOJA núm. 58, de 20 de mayo de 1997), por Orden de 3 de marzo de 1999 (BOJA núm. 37, de 27 de marzo de 1999) en su artículo 15.3, en la letra b) del punto 1 del artículo 46 por Orden de 27 de mayo de 2002 (BOJA núm. 46, de 20 de abril de 2002) y en su artículo 32.1. por Orden de 19 de febrero de 2007 (BOJA núm. 47, de 7 de marzo de 2007).

## Viticultura

### Clima
El clima es de tipo mediterráneo con influencia del océano Atlántico. La temperatura media durante el período de actividad de la vid es de 17,5 °C, rondándose los 300 días de sol anuales. El viento predominante es el poniente, que proviene del océano. En verano, la humedad marítima modera la temperatura, contrarrestando el efecto del viento de levante o solano y trayendo a las viñas la blandura o rocío. Las precipitaciones anuales rondan los 600 l/m² de media, concentradas entre octubre y mayo, siendo septiembre un mes seco, circunstancia que favorece la maduración, la sanidad y la recogida de la uva en el mes de la vendimia.

### Suelo

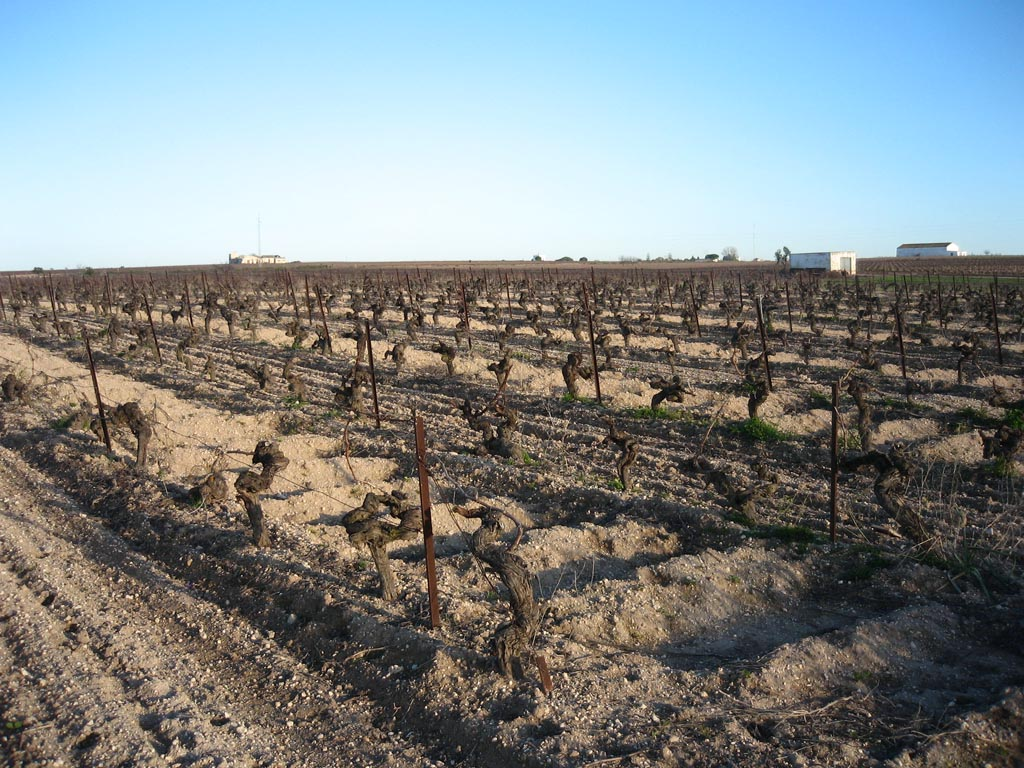
Viña alumbrada en invierno

La orografía del Marco de Jerez se compone de grandes llanuras y suaves lomas que forman una dilatada campiña de horizontes abiertos. Los viñedos está situados en pagos, que son porciones de tierra de extensión variable que tienen una topografía, un mesoclima y una pedología homogéneos. De manera general, puede decirse que en el Marco hay tres tipos de suelo: los barros, las arenas y la albariza. La albariza es el elemento edafológico más singular del Marco, que recibe su nombre por el color blanquecino del terreno. Consiste en una roca marga blanca y orgánica, rica en carbonato cálcico, arcilla y sílice formada en el Oligoceno por la sedimentación de las aguas de un mar interior. Es la tierra más apropiada para la producción de uvas destinadas a la elaboración del jerez, ya que tiene un alto poder de retención de agua, permaneciendo durante el verano seca en la superficie pero húmeda a varios metros de profundidad. Los vinos de mejor calidad son los elaborados con uva proveniente de pagos de albariza. Por ello, sus viñas se clasifican en dos tipos: las denominadas Jerez Superior (situadas en pagos de albariza) y las llamadas Zona (emplazadas en pagos de barro o de arena).

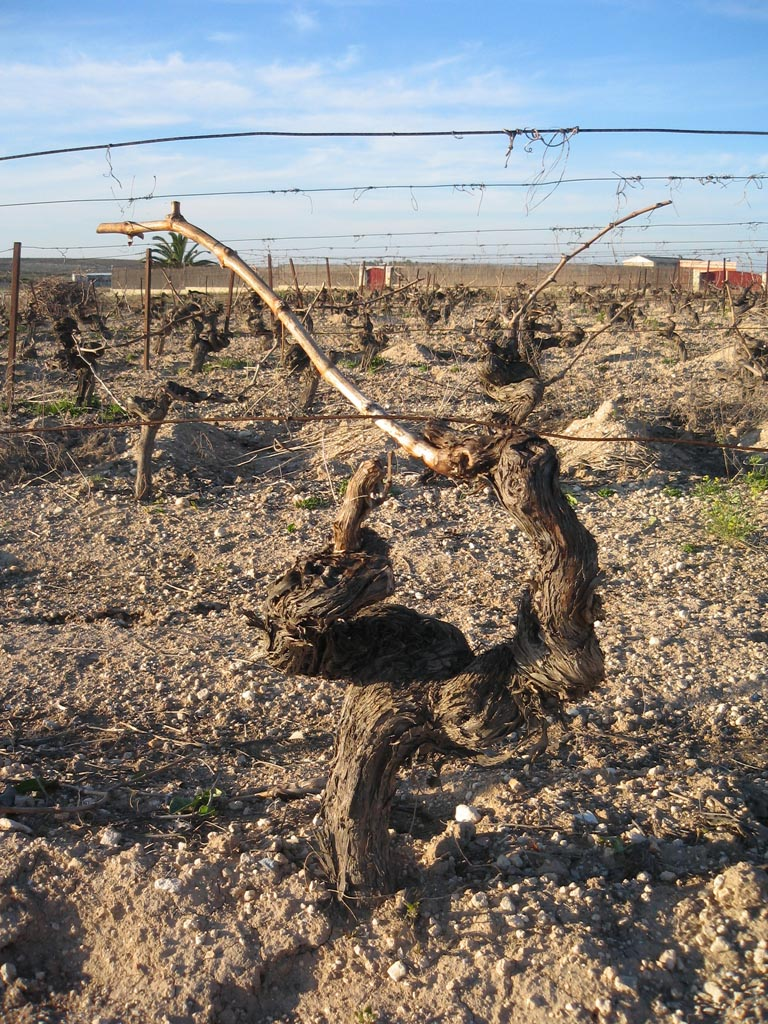
Cepa podada según el sistema de vara y pulgar

La plantación de la viña se prepara mediante el desfonde o cava de la tierra. Se realiza un cajón por cada cepa que se va a plantar, se procede al abonado de fondo de cada uno de ellos y se tapan con tierra. Estas faenas se realizan en agosto, cuando la tierra está más seca y cuesta menos ararla al ser menos compacta, motivo por el cual se le denomina agostao. A finales de febrero o principios de marzo del año siguiente se procede a plantar la vid Portainjerto, introduciendo en la tierra 6 dm de la vara. Los liños de cepas se orientan de norte a sur, para posibilitar la máxima insolación. En agosto, se procede al injerto de la cepa con las variedades viníferas autorizadas por el Consejo Regulador, que son las variedades Palomino, Pedrojiménez, y Moscatel.
En la primera poda, a la cepa injertada, se le dejan solo dos brazos, que posteriormente servirán para podarla según el sistema de «vara y pulgar». Este sistema de poda consiste en dejar en un brazo de la cepa una vara de ocho yemas, mientras que en el otro brazo se deja un pulgar de una sola yema. De la vara nacerán los racimos de esa cosecha, mientras que del pulgar saldrá un sarmiento. Al año siguiente el sarmiento que brotó del pulgar será la vara, mientras que la vara del año anterior se podará en corto, a modo de pulgar. Este sistema de poda alterno se realiza entre diciembre y enero.

### Vendimia

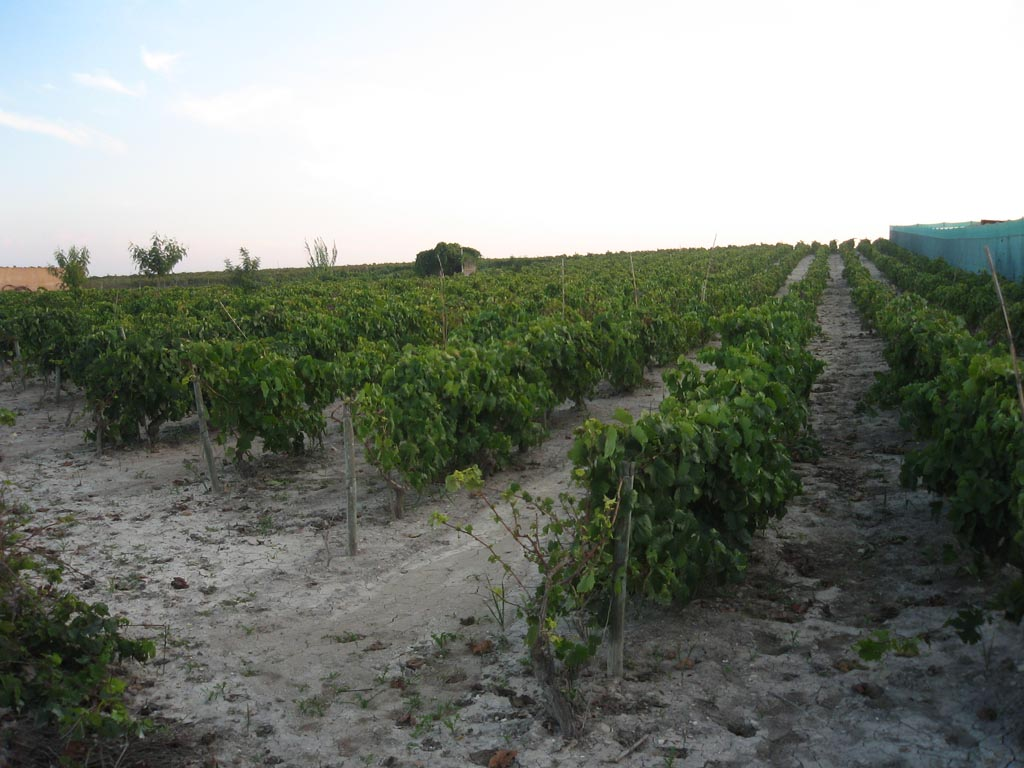
Viña en verano, tras la vendimia

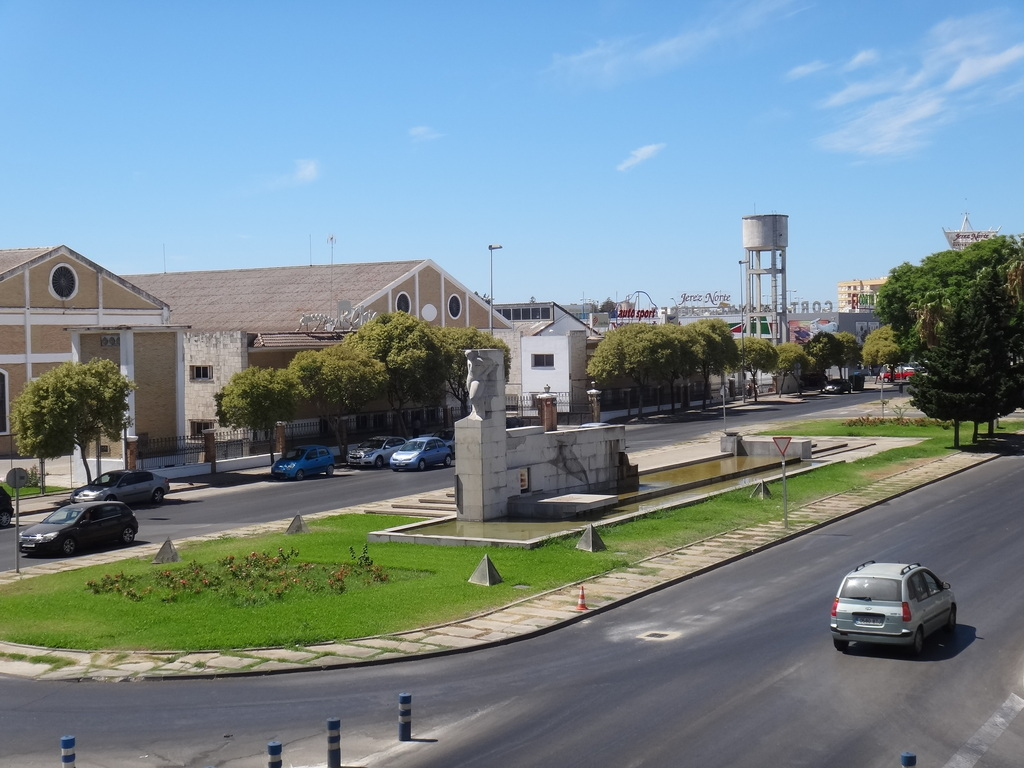
Monumento a la Vendimia en Jerez

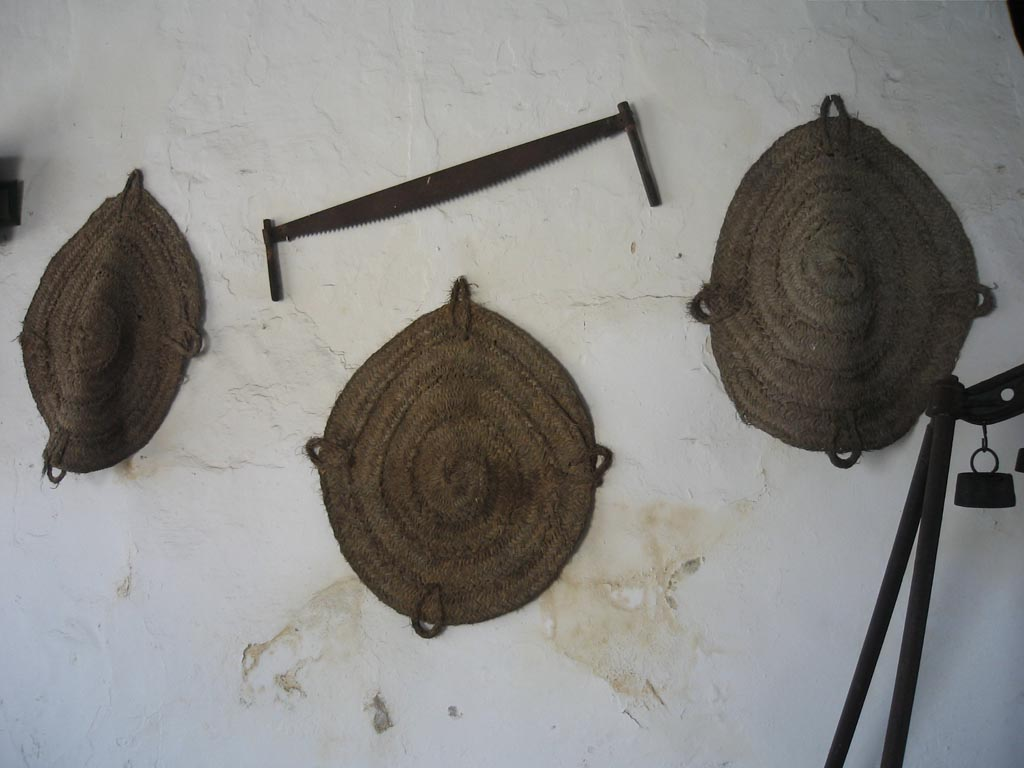
Redores de esparto usados para solear la uva

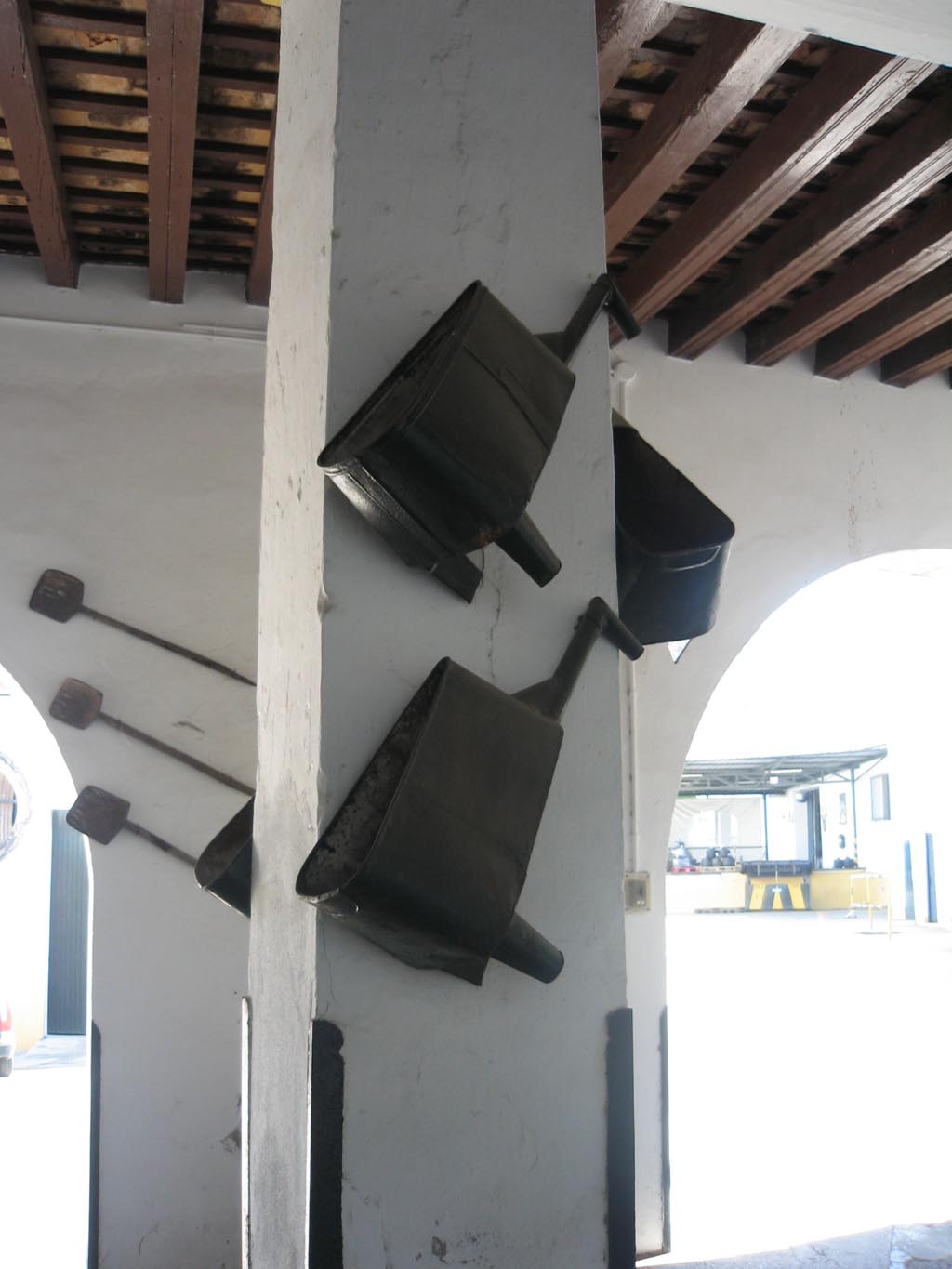
Canoas usadas tradicionalmente para el trasiego del vino

La vendimia suele efectuarse a principios del mes de septiembre, cuando el escobajo de la vid se vuelve oscuro y «la uva se rinde», esto es, cuando está blanda y dulce. La uva debe tener como mínimo de 10,5.º baumé. La "corta" de la uva se realiza a mano y se lleva inmediatamente al lagar. Para lograr la pasificación (volverla casi pasa) de la uva destinada a la producción de vinos dulces (Pedro Ximénez y Moscatel), se coloca esta sobre redores de esparto al aire libre, pero que de noche se cubren para que la humedad de la madrugada le afecte lo menos posible. Este procedimiento, que se denomina soleo, puede prolongarse más de una semana, dependiendo de las condiciones climatológicas que se den.

## La viña
La labor desarrollada desde tiempo inmemorial ha dado lugar a una estructura de viña pensada en el procesamiento de la uva, con muchos localismos en las formas y lenguaje.
Los viñedos de la campiña están recibiendo el impulso de iniciativas privadas para explotar su interés turístico, dentro de un nuevo marco de explotación aprobado en 2013 que se centra en casa-viñas, gañanías y cortijos.
La uva Pedro Ximénez, que permitiría criar todos los vinos de la denominación, ha quedado limitada a los dulces.

## Vinicultura
El Marco de Jerez se divide en dos áreas diferenciadas, la zona de producción y la zona de crianza del jerez. La zona de producción está compuesta por Jerez, Sanlúcar, El Puerto, Trebujena, Chiclana, Puerto Real, Rota, Chipiona y Lebrija, mientras que la zona de crianza se limita a Jerez, Sanlúcar y El Puerto. El Consejo Regulador solo permite elaborarlo con uva proveniente de la "zona de producción" y criarlo exclusivamente en Jerez, Sanlúcar y El Puerto, la "zona de crianza".

### Mosto
La uva que llega al lagar se selecciona quitando los racimos en malas condiciones, el escobajo y las hojas que traiga, para evitar el exceso de tanino. La uva seleccionada se introduce en máquinas que la estrujan suavemente para que el grano se abra antes de entrar en la prensa. En ella se obtiene 70 litros de mosto por cada 100 kg de uva. El mosto extraído en esa proporción se denomina mosto de yema. Posteriormente, se puede aplicar más presión a la uva con el objeto de extraer más líquido contenido en esta, y si es necesario pasa por un proceso de enyesado. El mosto resultante de la segunda prensa se utiliza para la elaboración de subproductos, pero no puede usarse para la elaboración de vinos calificados como Jerez, que solo puede producirse a partir del mosto de yema.

### Fermentación
El mosto de yema se introduce inmediatamente en depósitos de acero inoxidable para propiciar su fermentación, que tendrá lugar a una temperatura controlada entre 22 y 24 °C. Este proceso se divide en dos fases: la fermentación tumultuosa y la fermentación lenta. La primera tiene lugar durante los primeros días y en ella más del 90 % del azúcar que tiene el mosto de yema se convierte en alcohol etílico y en anhídrido carbónico. La segunda fase, la fermentación lenta, termina a primeros de diciembre con la obtención de un vino blanco totalmente seco de entre 11 y 12.º vol.
El antiguo sistema de fermentación en botas de madera de roble americano todavía se mantiene excepcionalmente en las bodegas por dos motivos: para que las barricas nuevas se envinen y se vuelvan aptas para la crianza del vino, o simplemente para vinificar el mosto de esa forma característica.
Finalizada la fermentación, el caldo resultante es un vino blanco de una graduación entre 11 y 12.º. La gravedad y el frío del invierno han hecho que las partículas sólidas que el mosto tenía en suspensión se decanten en el fondo del depósito; estos sedimentos se llaman «lías». En la superficie del vino, que se ha vuelto limpio y transparente, se ha desarrollado una capa de levaduras del género Saccharomyces, que recibe el nombre de «flor».

### Clasificación y fortificación de los vinos
Los vinos resultantes de la fermentación se catan y se clasifican antes del “deslío” (eliminación de las lías). Los catadores deciden el rumbo que seguirán en la fase de crianza en función de las características que presenten. Los vinos pálidos, muy limpios a la nariz y ligeros se clasifican como fino, mientras que los que son netos al olfato pero tienen más cuerpo y están bien estructurados, se clasifican como olorosos.
Los finos se encabezan o fortifican con aguardiente de vino hasta alcanzar los 15.º, mientras que los olorosos alcanzan los 17.º o más, según la bodega. Estos vinos se encabezan por la dificultad que tienen de alcanzar mayor graduación en cepa debido a la climatología. El distinto grado de fortificación o encabezado determina el tipo de crianza de cada caldo.
No obstante, en los últimos años se está considerando la posibilidad de incorporar otras técnicas alternativas para alcanzar dicha graduación.
En 2018 se empezó a trabajar en la consideración de vinos no fortificados dentro de la Denominación de Origen.

### Crianza

#### Sobretablas
Tras la fortificación, el vino se introduce generalmente en botas de roble americano de 500 litros de capacidad. Se llena de vino los 5/6 de la bota y se deja el sexto restante («dos puños») a modo de cámara de aire. Esta práctica diferencia el sistema de crianza del jerez del usado en otras regiones vinícolas, en las que el vino se cría en vasijas herméticamente cerradas para evitar la oxidación. A esta primera fase de crianza se le llama «sobretablas».

#### Fino. La flor

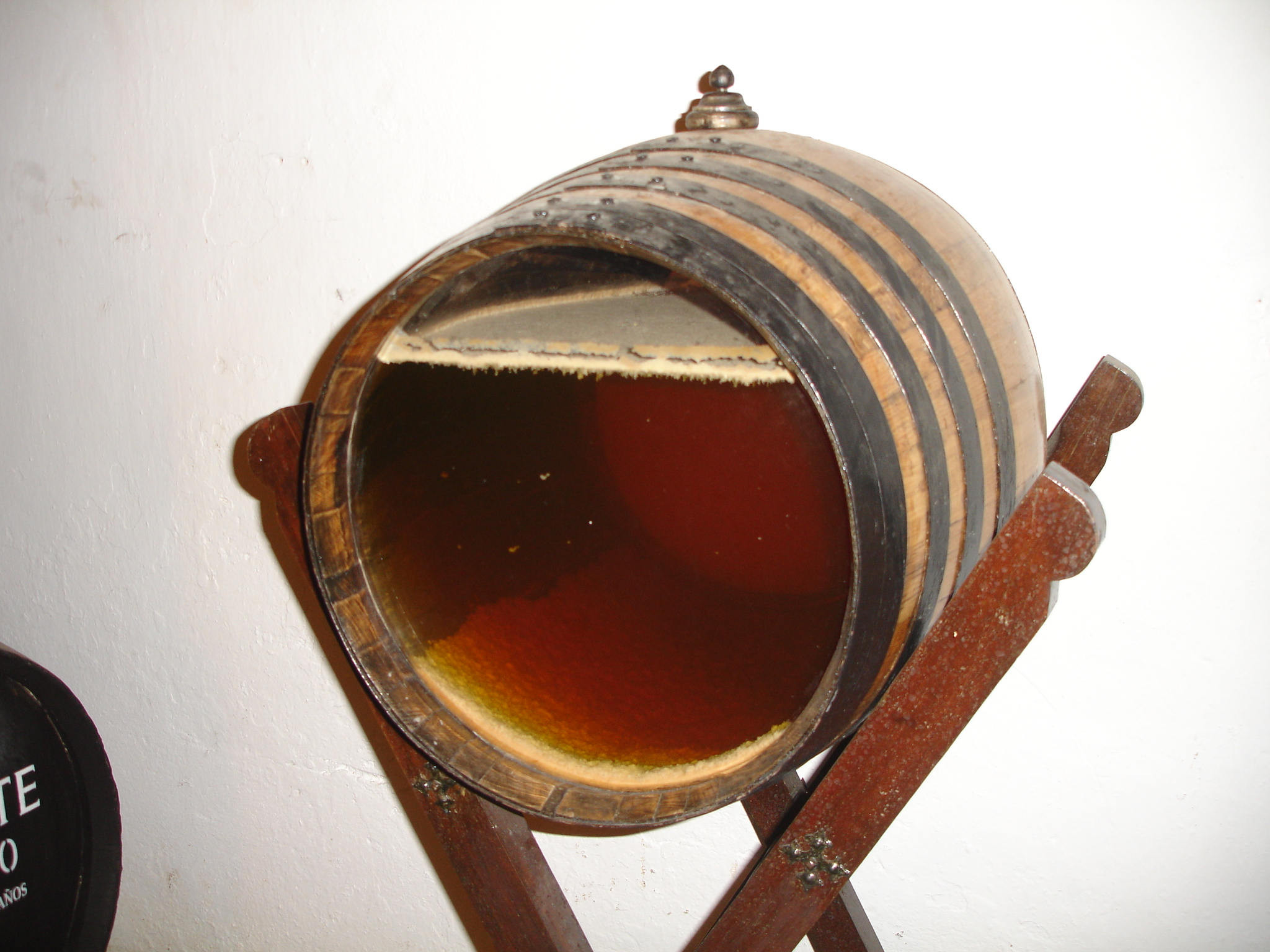
Barril con cristal para observar el velo de flor.

El vino destinado a ser fino, que se había fortificado hasta alcanzar los 15.º, se introduce en la barrica dejando "dos puños" de cámara de aire, conservando sobre él la capa de levaduras del género Saccharomyces surgida durante el proceso de fermentación, llamada la «flor». Este velo de levaduras cubre toda la superficie del vino dentro de la bota, aislándolo del aire e impidiendo su oxidación, por lo que esta forma de crianza no es oxidativa sino biológica. La flor se reproduce y muere constantemente, proliferando o «floreciendo» especialmente en primavera y otoño y debilitándose en verano e invierno, cuando las temperaturas son más extremas. La «flor» interactúa constantemente con el vino que cubre, consumiendo parte de su alcohol y nutrientes y aportándole aromas y sabores. La «flor» que va muriéndose se decanta y deposita en el fondo de la bota, formando lo conocido como «madre del vino».
La Manzanilla es un vino que solo puede producirse en la ciudad de Sanlúcar, mientras que el fino en el resto del marco. Está en discusión si también se puede producir fino en Sanlúcar. O el caso del entrefino de El Puerto.

#### Oloroso
El vino clasificado para ser oloroso, que se había «encabezado» hasta alcanzar los 17.º como mínimo, también se introduce en botas dejando «dos puños» de cámara de aire. Su mayor graduación alcohólica impide el desarrollo de las mencionadas levaduras, por lo que este entra en contacto directo con el aire, dando nombre al tipo de crianza denominada oxidativa o físico-química.

#### Amontillado
La graduación alcohólica del vino criado bajo «flor» (fino o manzanilla) puede aumentar por encima del umbral tolerado por las levaduras, por factores ambientales tales como la temperatura o la humedad, o por la acción de la mano del bodeguero. Conforme la «flor» va desapareciendo el vino entra en una crianza oxidativa. El vino resultante de esta crianza mixta (primero biológica y luego oxidativa) se llama amontillado, y es una de las particularidades enológicas del Marco de Jerez.

#### Sistema de criaderas y soleras

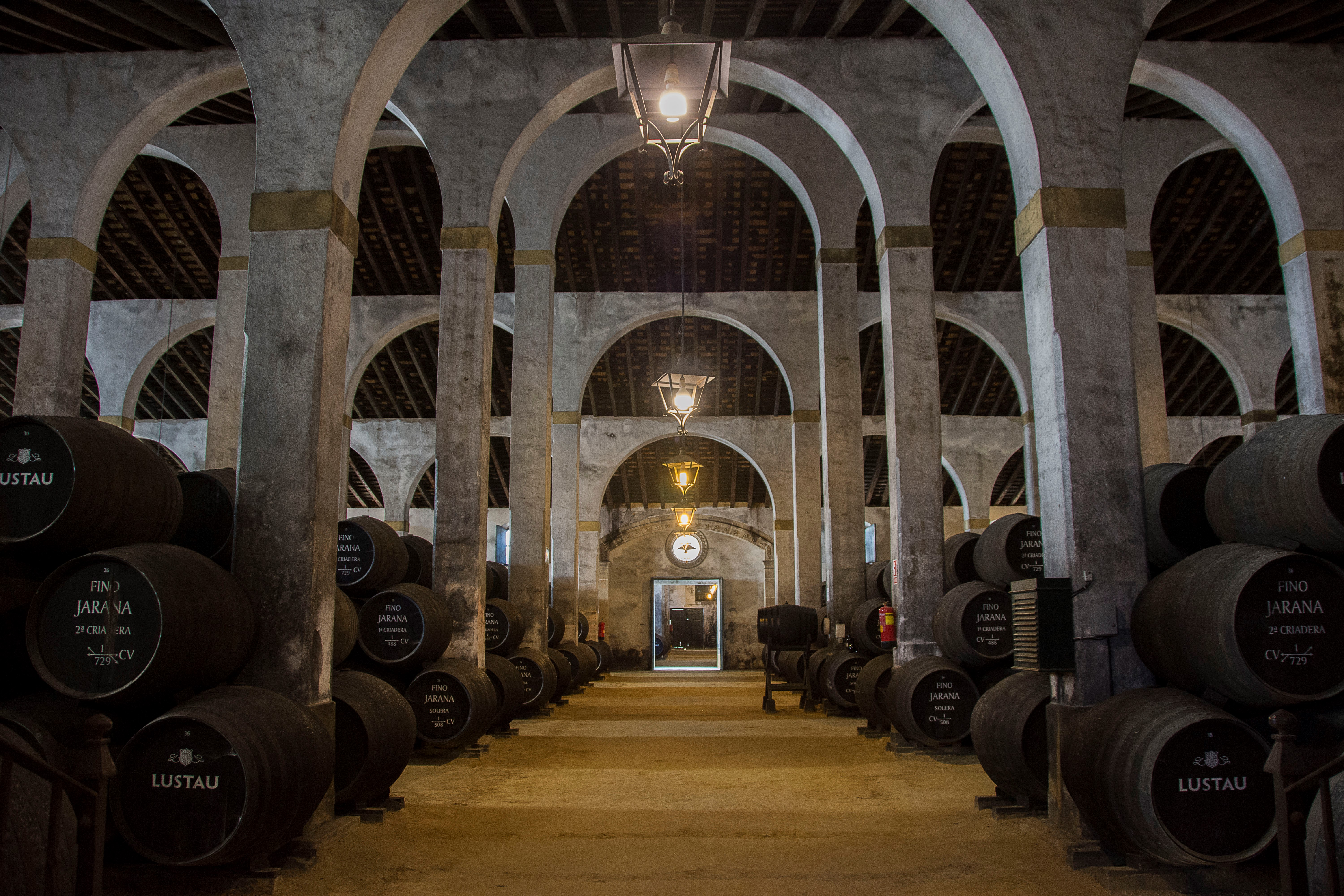
Interior de una bodega característica del Marco de Jerez, donde puede observarse la distribución de las barricas (botas) en hiladas a distinta altura (andanas) y agrupadas en baterías (cachones), según el sistema de envejecimiento de criaderas y soleras característico del Marco de Jerez.

En las bodegas del Marco de Jerez las barricas se ordenan según la vejez del vino que contienen. Las botas (barricas) se alinean en hiladas a distinta altura ("andanas") y se agrupan en baterías («cachones»), según un sistema de envejecimiento característico del Marco de Jerez llamado sistema de "criaderas y soleras". La "andana de botas" o hilera de barricas más cercana al suelo se denomina "solera". En ella están los vinos más viejos. La hilada de barricas inmediatamente superior a la solera se denomina "primera criadera", y contiene vino más joven. Sobre ella se sitúa la "segunda criadera", que contiene vino más joven que la primera, y así sucesivamente, con un mínimo de dos criaderas.
La operación por la cual se extrae vino para su consumo se llama "saca". El vino destinado únicamente a comercializarse se extrae de las botas de la solera en pequeñas cantidades. La cantidad extraída de dichas botas se sustituye por la misma porción de vino procedente de la primera criadera que, a su vez, se rellena con vino procedente de la segunda y así sucesivamente, hasta alcanzar la última andana, cuyas botas se completan con el vino más joven. Esta operación de trasiego se conoce como "corrida de escalas" o "correr las clases". Tradicionalmente los trasegadores realizan esta operación manualmente, con dos herramientas llamadas "canoa" y "rociador". Las características de estos utensilios permiten introducir el vino en la barrica lentamente, como si se tratase de un "rocío", al objeto de no dañar la capa de levaduras o "flor" que cubre la superficie del vino. De esta manera, el vino más joven se va mezclando con el más viejo del que adquiere progresivamente sus características, logradas tras años de solera.
El sistema de criaderas y soleras es un sistema de crianza dinámico, completamente distinto al sistema de añadas que es estático. Por ello, no puede decirse que los vinos del Marco sean de una cosecha concreta, sino que solamente puede indicarse una vejez mínima o media, según los casos. La vejez mínima del Jerez es de tres años, lo que equivale a una solera y dos criaderas. Sin embargo deben tenerse en cuenta otros dos factores: la frecuencia con que se saca vino de la solera y la cantidad de caldo que se extrae en cada «saca». Esto determina que en muchos casos la vejez relativa sea mucho mayor.
A pesar de no ser lo habitual, poco a poco aparecen iniciativas de sacar al mercado vinos de Jerez con añadas. Igualmente, hay vinos que llevan décadas en botella y en cuyo caso la fecha de embotellado se considera como su vejez (especialmente para vinos de crianza oxidativa).

## Bodegas
La actividad bodeguera ha condicionado desde hace siglos la anatomía de la ciudad de Jerez de la Frontera. Esto se aprecia especialmente en las bodegas, que dada la situación estratégica de la ciudad entre los ríos Guadalquivir y Guadalete y su cercanía al océano Atlántico han sido construidas levantadas sobre el suelo.

### Arquitectura bodeguera

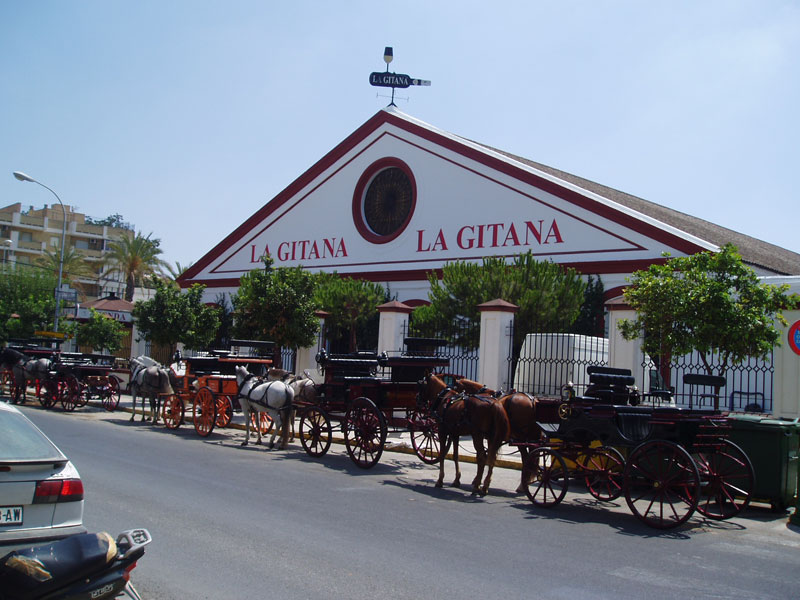
Vista exterior de una bodega

Las características arquitectónicas tradicionales de las bodegas del Marco de Jerez son las siguientes: Se sitúan preferiblemente cerca del mar o en terrenos altos para recibir la brisa marina. Su orientación ideal es noroeste-sureste para evitar al máximo la insolación y preservar la humedad. Suelen ser edificios de planta rectangular, con paramentos de mampostería enfoscados y encalados, cubiertos con armaduras de madera a dos aguas con tejado de tejas árabes. Los muros externos, construidos con materiales de gran higroscopicidad y con un espesor mínimo de 60 cm, mantienen un elevado grado de humedad y proporcionan un gran aislamiento térmico. La altura de los edificios es elevada, llegando a alcanzar los 14 m. Esto hace que alberguen un gran volumen de aire necesario para la crianza bajo levaduras. Las ventanas suelen estar situadas a gran altura, son de forma apaisada y están cubiertas de celosías o esteras de esparto lo que favorece la ventilación pero impide que penetre la luz solar, puesto que las levaduras de la «flor» viven en la oscuridad. El suelo es terrizo, lo que ayuda a mantener la humedad del interior y a mantener fresca la bodega en verano, pudiéndose regar o baldear las veces que sea necesario.
Como ejemplos destacan el Conjunto urbano bodeguero Campo de Guía y la arquitectura urbana de la ciudad de Jerez de la Frontera.

### Bodegas moriscas

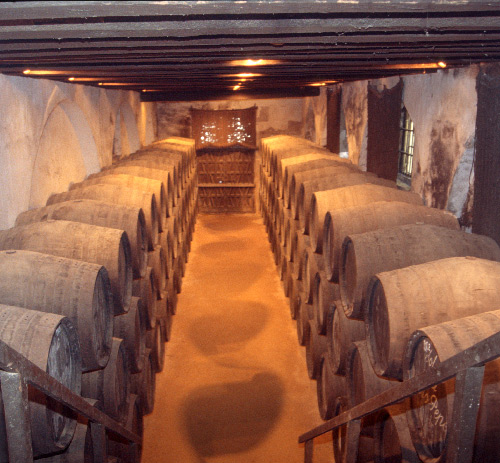
Interior de una bodega morisca

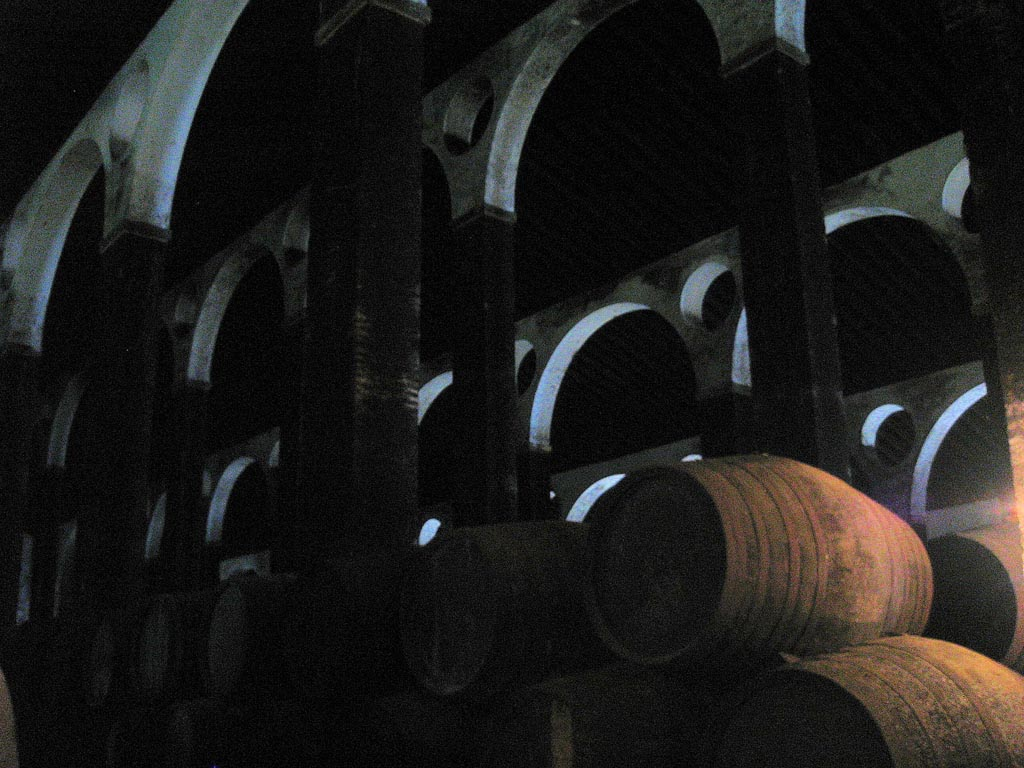
La Arboledilla, la bodega catedral más alta del Marco de Jerez, en Sanlúcar de Barrameda.

Las bodegas moriscas son edificios de planta y altura reducida, por lo que su capacidad de contener botas es muy limitada. Están cubiertas a una sola vertiente de vigas cortas y tejado de tejas árabes. Su escasa ventilación hacía que fueran especialmente idóneas para la crianza de vinos tintos dulzones, arropados o acaramelados y vinos dulces de uvas pasas endulzados con miel, pero no para el envejecimiento de vinos bajo «flor». Se conservan algunas bodegas moriscas en Sanlúcar de Barrameda y Trebujena muy amenazadas por el crecimiento urbanístico. Las bodegas de los conventos y de las casas de cargadores a Indias, como las bodegas moriscas, suelen ser de pequeño tamaño.

### Bodegas catedrales
Se conocen como «bodegas catedrales», según expresión del viajero romántico Richard Ford, a un tipo de bodega específico del Marco de Jerez. Se trata de bodegas que se dedican exclusivamente a la crianza del vino y que se caracterizan por ser edificios de extensa planta rectangular, cubiertos con armaduras y tejados a dos aguas, sustentados por arcos formeros apeados sobre pilares, lo que determina normalmente que su planta sea de tipo basilical. La similitud de estas bodegas con los edificios religiosos de Andalucía Occidental, especialmente los de tradición mudéjar, ha hecho que el nombre que les dio Richard Ford se halla consolidado a la hora de nombrar estos «templos del vino».
Las construcciones de esta tipología se remontan a finales del siglo XVIII y se generalizaron en el siglo XIX, con la producción a gran escala de finos y manzanillas, cuya crianza bajo «flor» requiere de grandes edificios que posibiliten un gran aislamiento térmico y una gran ventilación. Muchas de las bodegas catedrales fueron sufragadas con grandes «capitales de regreso» indianos o procedentes de la inmigración interior española y extranjera.

### Sacristías

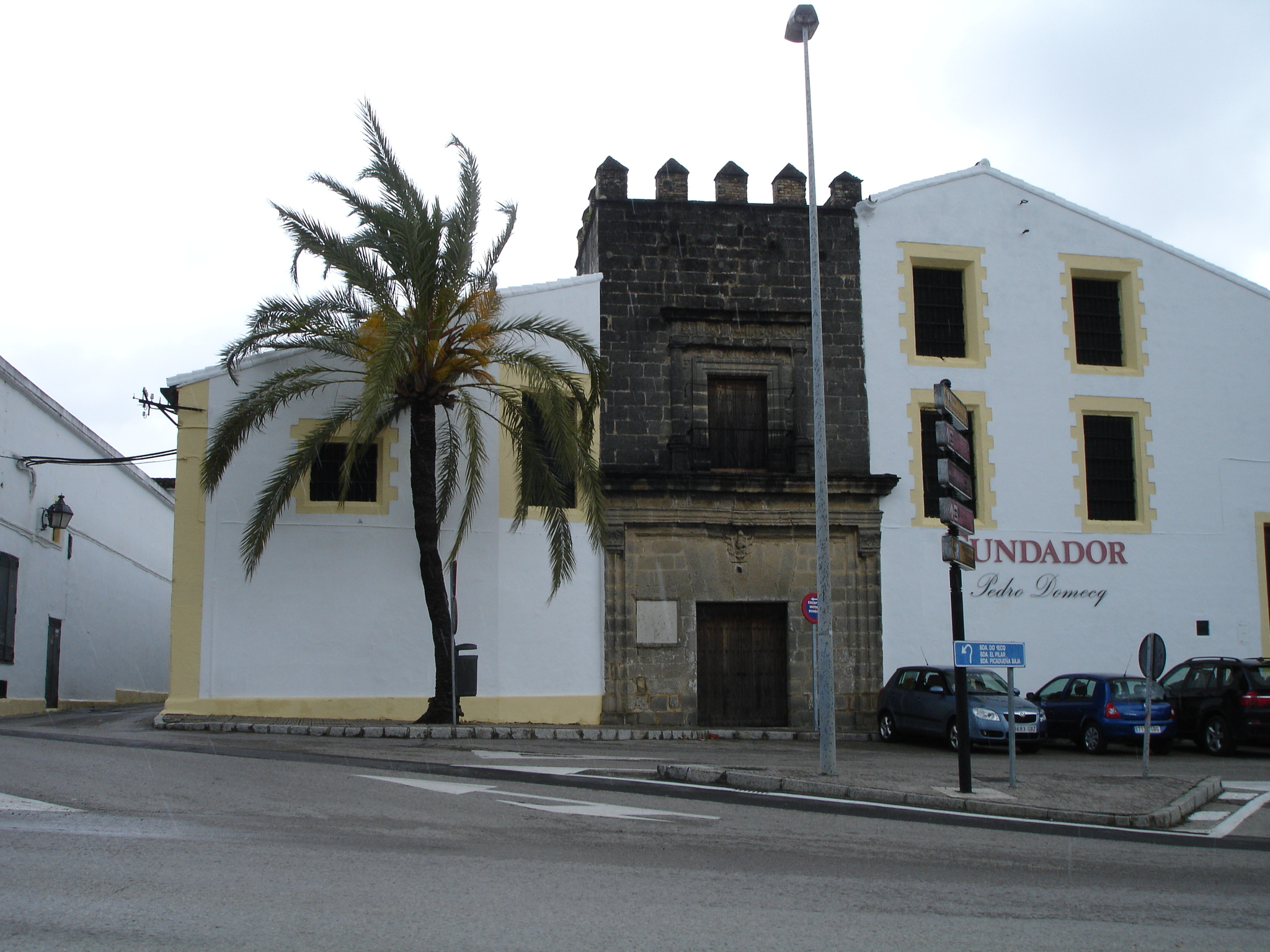
Bodega que incorpora un torreón de la muralla de Jerez de la Frontera

En el Marco de Jerez se conoce con el nombre de «sacristía» a un tipo de estancia particular que existe dentro de algunas bodegas. En las sacristías se guardan los mejores vinos que atesoran las bodegas, cuyo consumo se reserva a los familiares, amigos y empleados de confianza del bodeguero y con el que se agasaja a los compradores y a las personalidades que visitan la bodega. A los pequeños «cachones» de botas que albergan las sacristías se les llama «altares», siguiendo el símil litúrgico al que son tan afectos los bodegueros que también da nombre a este tipo de estancia y a las bodegas catedrales.

## Comercialización

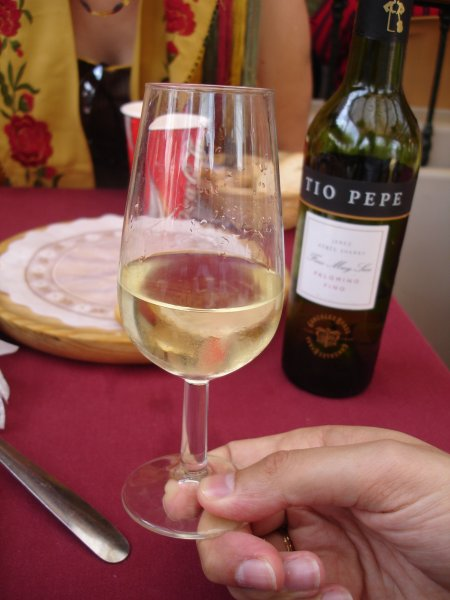
Demostración de cómo coger un catavino para no calentar el vino con la mano

Existen tres tipos de bodegas: las Bodegas de Crianza y Expedición, las Bodegas de Crianza y Almacenado y las Bodegas de Producción. Las primeras y las segundas, solo pueden estar situadas en la Zona de Crianza, mientras que las terceras pueden estarlo en la Zona de Producción. Las Bodegas de Crianza y Expedición son las únicas que pueden criar y comercializar vinos amparados por la Denominación de Origen, pues las Bodegas de Crianza y Almacenado pueden criarlo y almacenarlo pero no ponerlos en el mercado directamente sino a través de su venta a Bodegas de Expedición. Las Bodegas de Producción pueden criar vino y venderlo a las Bodegas de Crianza. Existen bodegas de Producción en Chiclana de la Frontera, Chipiona, Trebujena y Rota.
En cuanto a las ventas, recientemente la venta nacional ha superado a la de Reino Unido (tradicionalmente la más fuerte). Aunque otros mercados internacionales están subiendo cosiderablemente. Aun así, algunos expertos defienden la necesidad de vender menos vino pero de más calidad.

### Sistema de cupos
El Consejo Regulador de la Denominación de Origen Jerez-Xérès-Sherry garantiza la vejez mínima de los vinos mediante el llamado "sistema de cupos". Este método consiste en autorizar solamente la comercialización de una parte del vino que hay en cada bodega. El Consejo exige que las bodegas de crianza deben disponer de tres litros de vino por cada litro comercializado. Mediante este porcentaje o cupo máximo de comercialización se garantiza que el vino que sale de las bodegas tenga siempre una vejez mínima de tres años.
Sin embargo, esta medida fue denunciada por algunas bodegas a Competencia, que aunque en principio multó la actividad por rozando los cupos de ventas discriminados, prohibidos por la legislación de la competencia española, después rebajó la multa que finalmente fue desestimada.

### Excedentes
En la última década del siglo XX se produjo una excesiva producción de mosto que provocaba constantes excedentes. Esto causó daño a la imagen del vino, cuyo precio se redujo así como los márgenes en todos los sectores. En 2012 se volvió a alcanzar el equilibro en la producción consumiendo los excedentes que quedaban, dando paso a una nueva época de relaciones productores-vinateros-comercializadores.

### Otros
Existen otros apartados que regula el Consejo, como la imposibilidad de usar el formato bag in box o la venta a granel.
Aunque en principio no se le dio demasiada importancia, poco a poco floreció una importante industria gráfica alrededor de los jereces de renombre nacional. Prueba de ello son las piedras litográficas de Jerez Industrial actualmente en el Museo Arqueológico de Jerez.

## Jereces

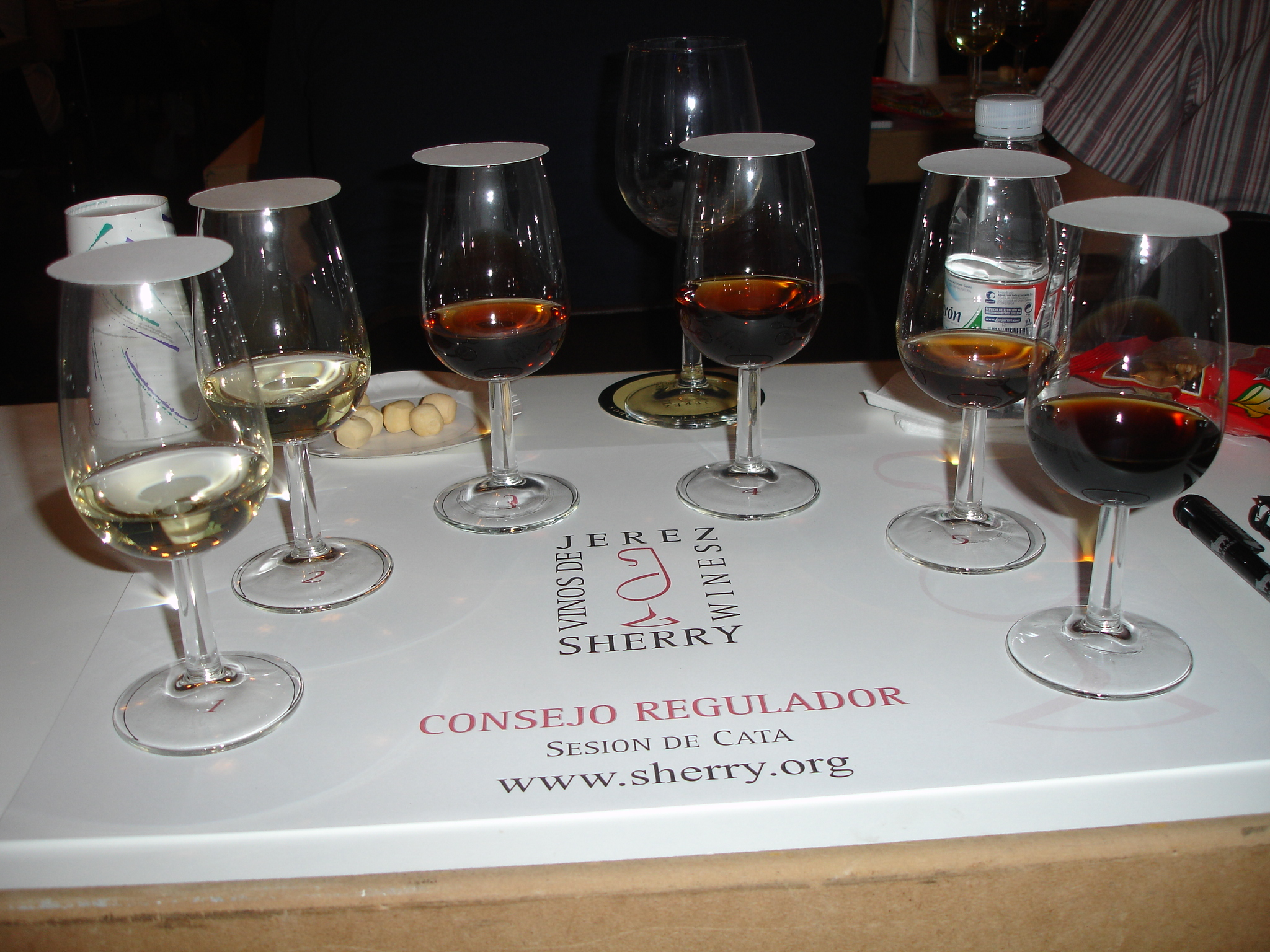
Catavinos para cata en el Consejo Regulador

### Vinos generosos

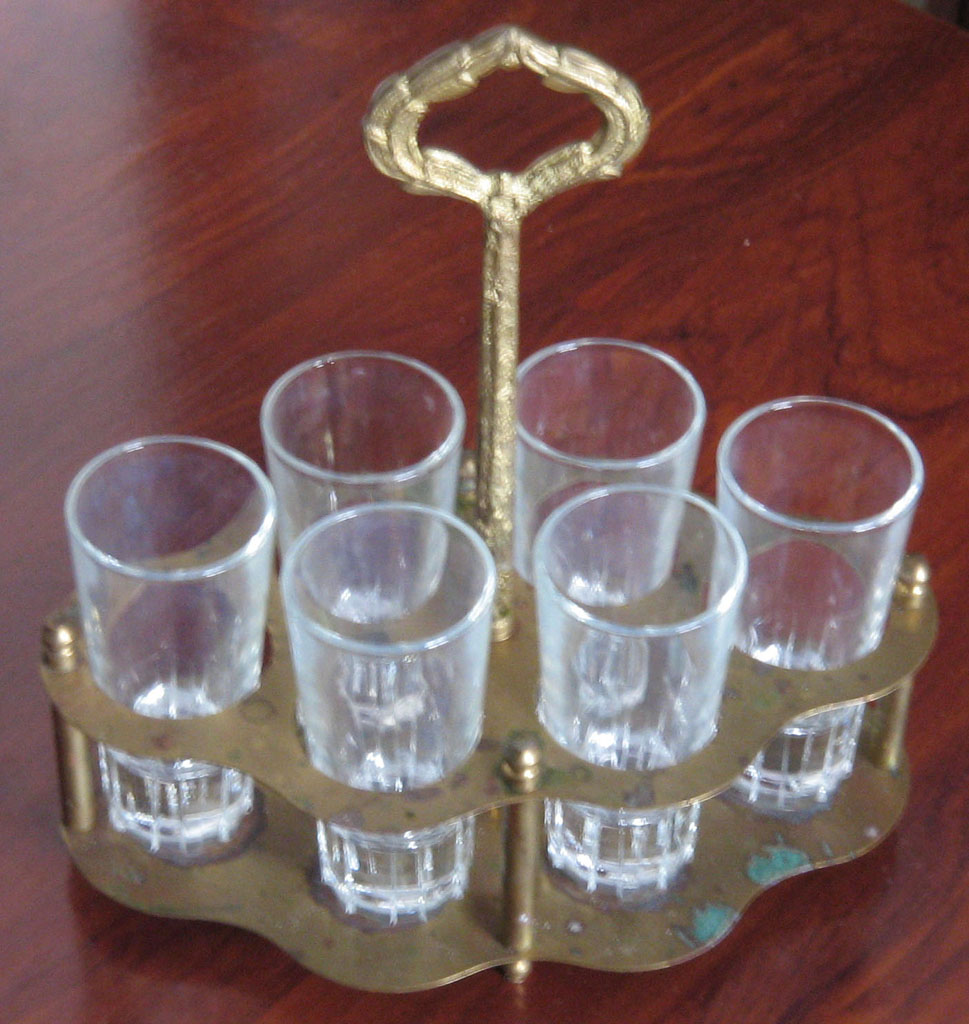
Cañera, especie de bandeja para portar cañas de manzanilla

Los vinos generosos de Jerez son secos como consecuencia de haber sido elaborados con mosto completamente fermentado. Según su crianza se dividen en:
- Fino: seco y ligero al paladar, entre 15.º y 17.º, criado bajo flor, color pajizo o dorado pálido, aroma punzante y delicado, sabor almendrado.
- Amontillado: seco y ligero al paladar, entre 17.º y 22°, color ámbar, aroma punzante atenuado, sabor avellanado.
- Oloroso: seco, con mucho cuerpo y vinosidad, entre 17.º y 22°, color del ámbar al caoba, aroma fuerte, sabor a nuez.
- Palo cortado: seco, con cuerpo, entre los 17.º y los 22°, color caoba brillante, aroma punzante, sabor avellanado. Conjuga el sabor del amontillado con el cuerpo y la nariz del oloroso.

### Vinos dulces

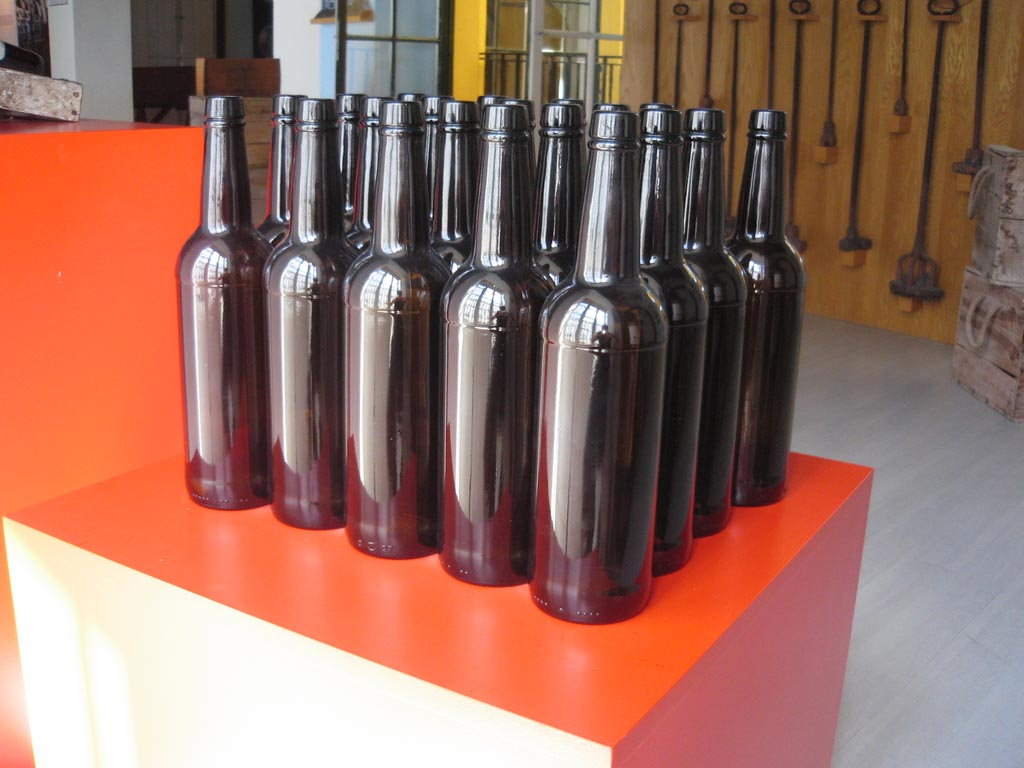
Botellas características del jerez

Los vinos dulces se elaboran con uvas de las variedades Moscatel y Pedro Ximénez. Los racimos se solean o se ponen a «soleo» para su pasificación. El alto contenido en glucosa de estas uvas hace que el mosto resultante sea especialmente dulce y denso. Este mosto se fermenta parcialmente, lo que hace que conserve gran cantidad de azúcar. El vino resultante se somete a una crianza oxidativa según el sistema de criaderas y soleras.
- Pedro Ximénez: dulce, suave, color caoba oscuro, olor a pasas.
- Moscatel: muy dulce, color caoba oscuro, con aroma característico de la variedad vitícola.

### Vinos generosos de licor
La mezcla o "cabeceo" de vinos generosos secos con vinos dulces da lugar a «vinos generosos de licor» con distintos grados de dulzor.
- Pale cream: dulce, entre 15,5.º a 22°, color amarillo pajizo o dorado, aroma punzante y delicado.
- Medium: ligeramente dulce, entre 15 y 22°, color de ámbar a caoba claro, aroma atenuado.
- Cream: Se obtiene a partir del oloroso. Dulce, mucho cuerpo, entre 15,5.º y 22° de alcohol, color caoba, aroma intenso.

### Vinos de vejez calificada

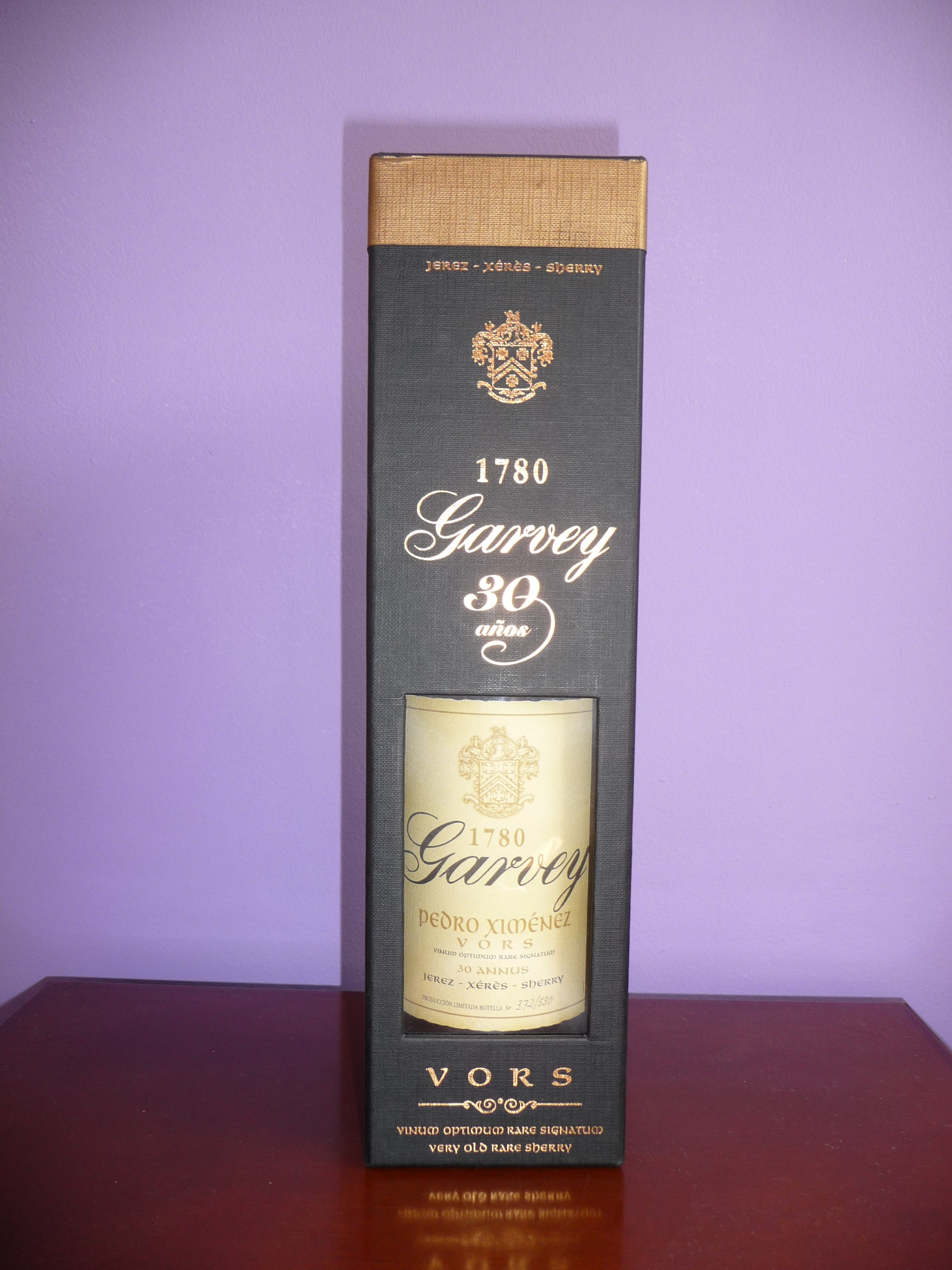
Vinum Optimum Rare Signatum, Jerez de 30 años

El consejo regulador permite la categorización de vinos como "Vinos con indicación de edad". Entre ellos, destaca dos distintivos:
- El Vinum Optimum Signatum (en latín, vino óptimo seleccionado), tiene más de 20 años de vejez. También se le conoce con las siglas VOS, que corresponden a la locución inglesa Very Old Sherry (jerez muy viejo).
- El Vinum Optimum Rare Signatum (en latín, vino óptimo y extraordinario seleccionado), tiene más de 30 años. También se le conoce con las siglas VORS, que corresponden a la locución inglesa Very Old Rare Sherry (jerez muy viejo y extraordinario).

El sistema de cupos de estos vinos, al igual que en los restantes vinos amparados por las denominaciones de origen del Marco, es directamente proporcional a la vejez mínima garantizada. De este modo, por cada litro embotellado de más de 20 años de antigüedad, la bodega debe poseer una reserva de 20 litros del mismo sistema de crianza. En el caso de los vinos de 30 años, por cada litro comercializado, la bodega debe disponer de una reserva de 30 litros de la misma crianza. El laboratorio de la Estación de Viticultura y Enología de Jerez analiza la vejez de estos vinos y un comité de cata independiente debe aprobar la calidad de los mismos.
De igual manera, existen excepcionalmente vinos de mayor vejez, como el Gran Señor de Urium. Está considerado el jerez más caro del mundo, y cuenta con más de 100 años de maduración y un precio estimado de 20 000 euros (presentado en Vinoble).

### Palmas
De modo trasversal aplicable a cualquier Jerez se usaba históricamente un sistema de "palmas" para destacar aquellas botas que contenían vino más puro y delicado. Este sistema se está empezando a retomar en algunos productores.

### Vinos históricos no amparados
Existen otros vinos históricos producidos en el Marco de Jerez que no están amparados por el Consejo Regulador de la Denominación de Origen, como el Moscatel de Chipiona, la Tintilla de Rota y el Pajarete. Igualmente, la quina es un vino que se realiza con los residuos de los barriles y azúcar (usado antiguamente como reconstituyente).

## Cata

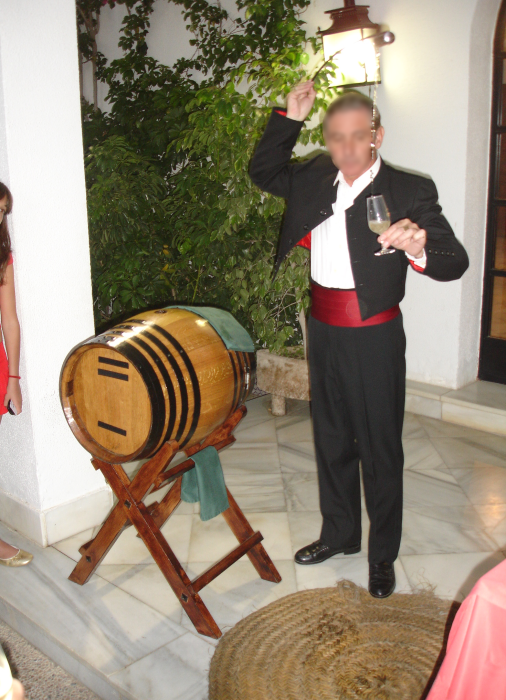
Venenciador.

La cata del jerez presenta una serie de particularidades que la distinguen de las convenciones internacionales en esta materia. El principal factor diferenciador es que todos los jereces deben servirse en catavino, aunque la manzanilla, un vino singular en varios aspectos dentro de su contexto enológico, tiene la particularidad de escanciarse tradicionalmente en un vaso propio, la caña de manzanilla (con sus variantes "el gorrión" y "la castora"). No obstante también es muy frecuente y correcto beberla en catavino.
Por su gran valor estético, el uso de la venencia es otra de las singularidades del lugar, condicionada por la particular crianza biológica de algunos de sus vinos. La venencia permite al venenciador extraer el vino de la bota dañando mínimamente la «flor» de levaduras que hay sobre él. La habilidad del venenciador a la hora de escanciar es un espectáculo muy apreciado en aperitivos y banquetes.
En época victoriana se puso de moda el consumo de jereces en combinados, como el sherry cobbler, candié, sherry flip, sherry negus, wassail, syllabub o egg-nog y en postres. En la última década se está recuperando esta tradición con bebidas como el rebujito y otros cócteles.

## Gastronomía
Tradicionalmente los vinos han sido muy usados en la gastronomía jerezana y de otras zonas de Andalucía Occidental. Asimismo, la multitud de posibilidades que ofrece su amplia gama, hace que sean empleados frecuentemente en la nueva cocina de autor, sobre todo para macerar y condimentar. También es muy importante de aportación a la repostería, como el tocino de cielo, inventado en la Edad Media para usar los restos de la clarificación del vino de Jerez.
Su fuerte personalidad hace que muchos de estos vinos no sean consumidos junto a las comidas fuera del ámbito bajoandaluz por motivos culturales que están cambiando poco a poco. Sin embargo pueden acompañar perfectamente a multitud de comidas. A modo orientativo:

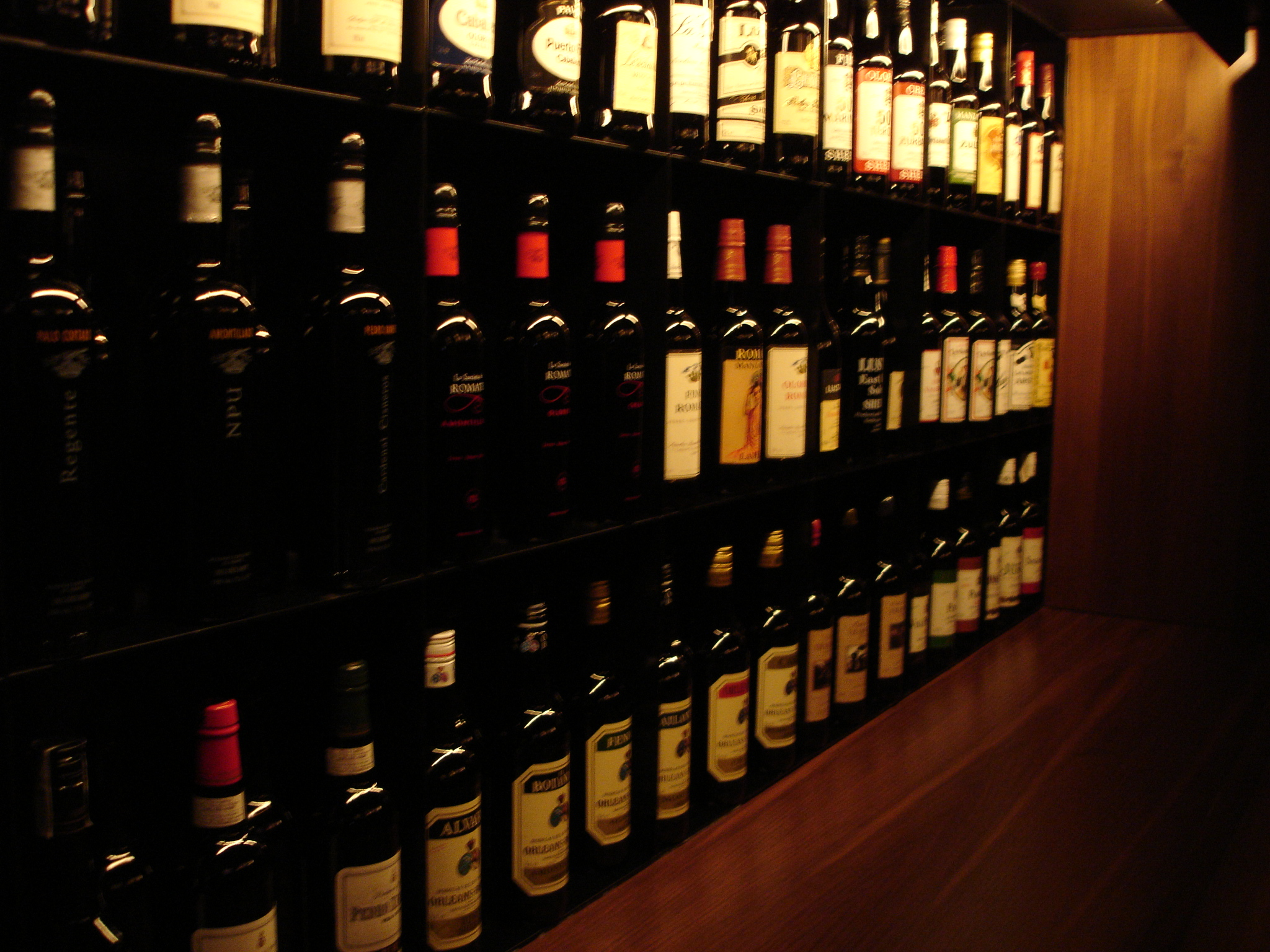
Botellas de vino en el Museo del Misterio de Jerez

- El fino acompaña perfectamente al aperitivo (tapas, aceitunas, quesos suaves, marisco...) a las sopas y a los pescados blancos.
- El amontillado hace maridaje con los quesos curados, sopas, consomés, el pescado azul y las carnes blancas.
- El oloroso riega carnes rojas y caza.
- El Pedro Ximénez, acompaña a los dulces y a los quesos azules.
- El Pale Cream combina con el foie y con la fruta fresca.
- El Medium para acompañar patés y quiches.
- El Cream casa con todo tipo de repostería.

### Temperatura
- El fino debe servirse siempre entre 7 y 9 °C.
- El amontillado y el oloroso entre 13 y 14 °C.
- El pedrojiménez y el moscatel en torno a los 15 °C.
- El Pale Cream a unos 10 °C.
- El Medium entre 10 y 11 °C.
- El Cream a 13 °C aproximadamente o con hielo.[123]

### Copa Jerez
Copa Jerez es un certamen organizado cada dos años por Fedejerez (la Federación de Bodegas del Marco de Jerez) y el Consejo Regulador de las Denominaciones de Origen Jerez-Xérès-Sherry y Manzanilla Sanlúcar de Barrameda, en el que se reúnen cocineros y sumiller de los países con mayor consumo de Jerez (Alemania, Bélgica, Dinamarca, España, Estados Unidos, Holanda y Reino Unido).

## Vinagre de Jerez
A partir de la producción del vino se obtiene también el Vinagre de Jerez, el cual se elabora a partir de la fermentación acética del vino, siguiendo el mismo sistema de criaderas y soleras que se usa con este. Su color es caoba oscuro, algo concentrado y de aromas generosos con matices de madera. Es adecuado para vinagretas y aliños de ensaladas así como saborizante de multitud de platos.
En 2008 forma parte de los productos de calidad certificada por la Junta de Andalucía y su producción está regulada desde 1994 por la Denominación de Origen Vinagre de Jerez y de su Consejo Regulador. Se pueden encontrar tres tipos, el Vinagre de Jerez, que ha envejecido seis meses, el Vinagre de Jerez Reserva, que ha envejecido un mínimo de dos años y el Vinagre de Jerez Gran Reserva, que ha envejecido un mínimo de 10 años, aunque el Consejo permite especificar la edad si esta es mayor, y pueden llegar a encontrarse vinagres de hasta 20 o 30 años.

## Brandy de Jerez

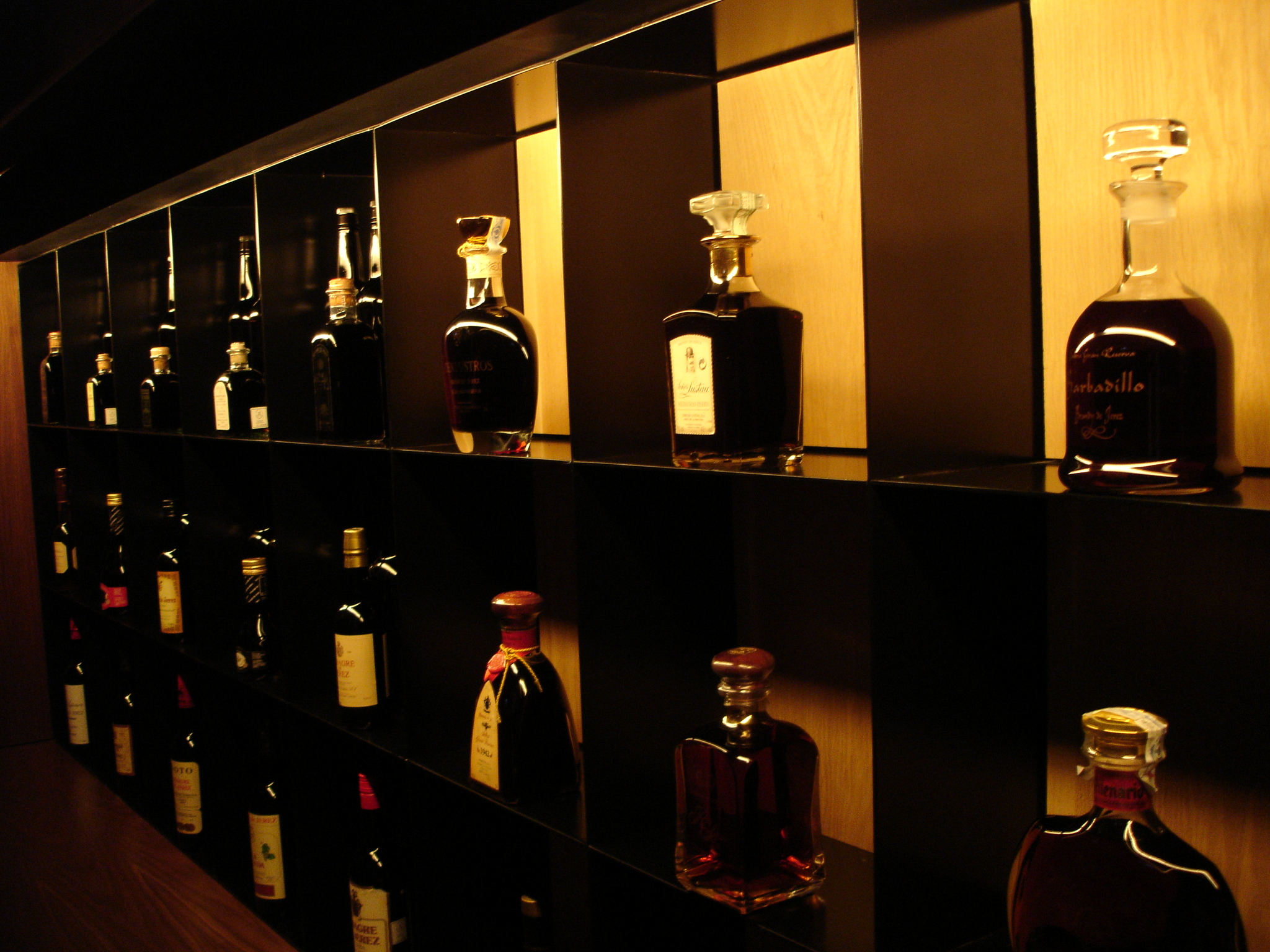
Botellas de brandy en el Museo del Misterio de Jerez

El brandy jerezano contiene entre 36 y 40 grados de alcohol, se elabora a partir de vino proveniente de uva Palomino que, tras ser destilado para obtener el alcohol vínico, se envejece en botas de roble americano, que han tenido que envejecer jerez durante al menos tres años. Su carácter, color, sabor y olor dependen en gran medida del vino con el que fue vinificada la bota y del estilo propio de cada bodega.
No se sabe a ciencia cierta cuándo se empezó a producir brandy; sin embargo, hay constancia de que ya en el siglo XVI había una gran producción de aguardientes u holandas que, al igual que hoy en día, estaban gravados con unos altos impuestos. Actualmente, el brandy de Jerez es el único brandy español protegido por una denominación de origen específica y, al igual que los vinos y que el vinagre, debe producirse y criarse en el Marco de Jerez mediante el sistema de envejecimiento de criaderas y soleras. Según su vejez se clasifica como "Brandy de Jerez Solera" (con una vejez de un año), "Brandy de Jerez Solera Reserva" (tres años) y "Brandy de Jerez Solera Gran Reserva" (diez años).

## Otros productos derivados

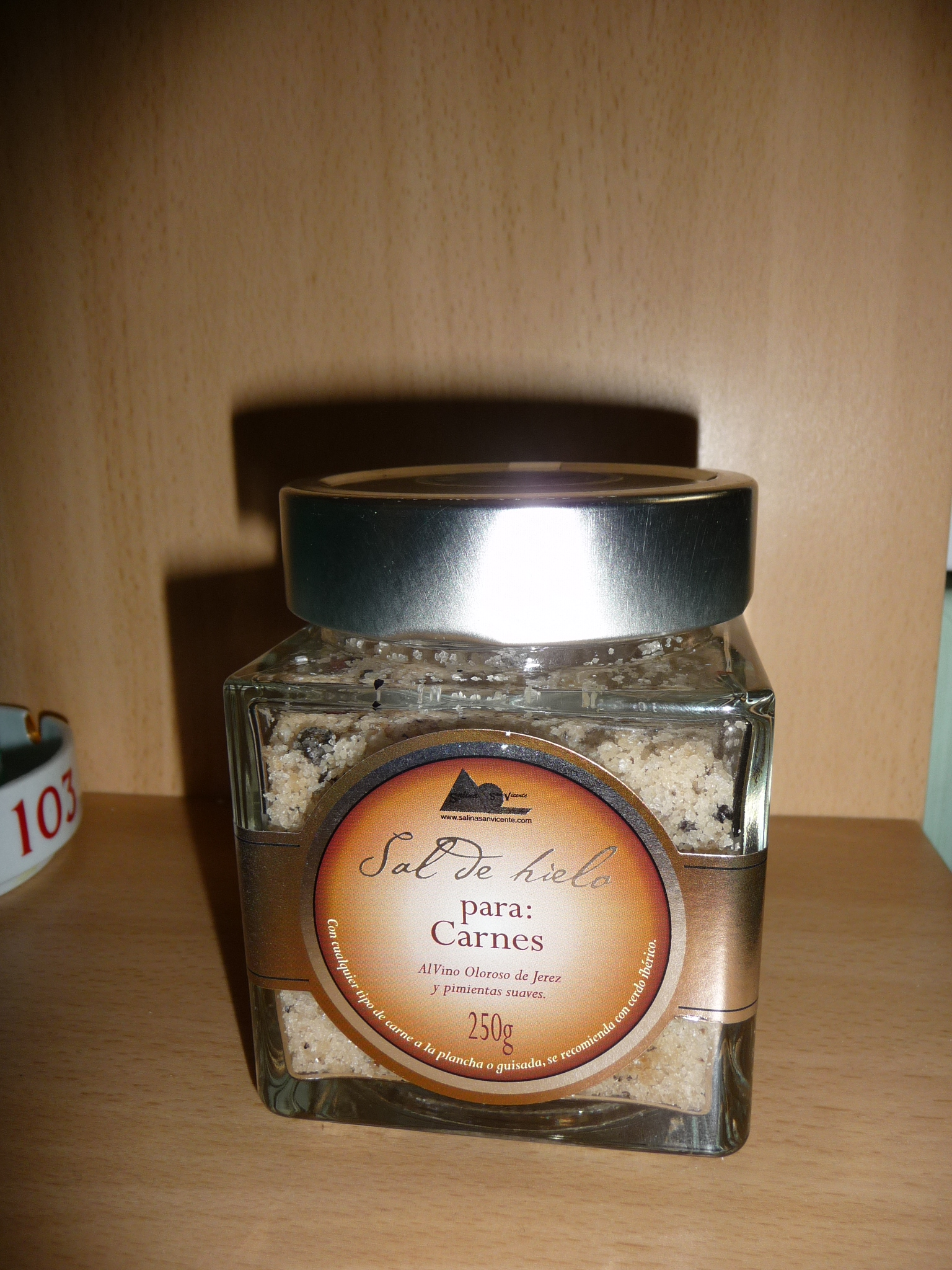
Sal de hielo al Oloroso

Recientemente se está diversificando el uso del Jerez como base de diversos productos, destacando en este sentido la labor del Centro Andaluz de Investigaciones Vitivinícolas de la Universidad de Cádiz y la Junta de Andalucía:
- Aderezo y saborizante para productos de todo tipo, como bombones[131] y sales de cocina entre otros. Incluso de los mismos restos de uva se realizan galletas y confituras con un alto contenido en antioxidantes y fibra.[132]
- Enocosmética,[133] que usa residuos de la vinificación y crianza de jerez (en concreto uva palomino fino[134]) para crear cosméticos.[135]
- Vinoterapia, que usa propiedades del vino como organismo vivo con fines terapéuticos.[136]
- "Vino sin alcohol" se produjo sin éxito en 1997, y se está volviendo a considerar en la actualidad[137]

El sector de la tonelería ha crecido con el consumo del vino. Además es reconocido el uso de botas que han almacenado Jerez para dar sabor a otros productos como whiskey o atún. Esta actividad se denomina "Sherry Casks" y ha sido reconocida por la Oficina Española de Patentes y Marcas (OEPM) como un proceso exclusivo de los jereces. Según estudios esta actividad mueve unas 60 000 botas y 40 millones de euros al año.
La aportación de la madera al whisky varía en función del tipo de jerez que ha albergado. Un fino le suele dar matices de frutos secos y cítricos, mientras que un oloroso le brinda complejidad aromática. Por su parte, el Pedro Ximénez lo dota de un toque dulzón, y la manzanilla le regala notas saladas. En ocasiones se considera, de manera errónea, que las barricas ex jerez son las que proporcionan dulzor al whisky (en una confusión de las percepciones en nariz con las percepciones en boca). Esto no es necesariamente así. En realidad, el whisky toma su dulzor de su materia prima, y las botas que han albergado jerez le otorgan otra clase de matices.

## El jerez como recurso turístico
Aunque ya existe constancia en los siglos XVIII y XIX, recientemente se está popularizando el turismo enológico, incluyendo catas, cursos de venenciador, turismo por viñas emblemáticas, etc. En muchos casos este turismo también incluye el vino del año, llamado "mosto".
Como resultado, el jerez se está perfilando como un aliciente más para el turismo en la región de producción, en lo que se conoce como enoturismo, y que ha sido destacado por diversos medios.
Estos esfuerzos dieron sus frutos con el nombramiento de Jerez como mejor destino de enoturismo de 2018 en el mundo.
Actualmente existen varios museos sobre los vinos de Jerez:
- Museo del Misterio de Jerez
- Museo del Moscatel[155]
- Museo de etiquetas de Jerez en Bodegas Garvey

El 26 de mayo se ha declarado como Jornada Mundial del vino de Jerez (en inglés World Sherry Day), coincidiendo con el 80.º aniversario de la fundación de la Denominación de Origen (DO) Jerez-Xeres-Sherry. Esta iniciativa partió del alemán Wolfgang Hess, formador homologado del vino de Jerez y antiguo cocinero profesional.

## El jerez en la literatura y en la cultura popular

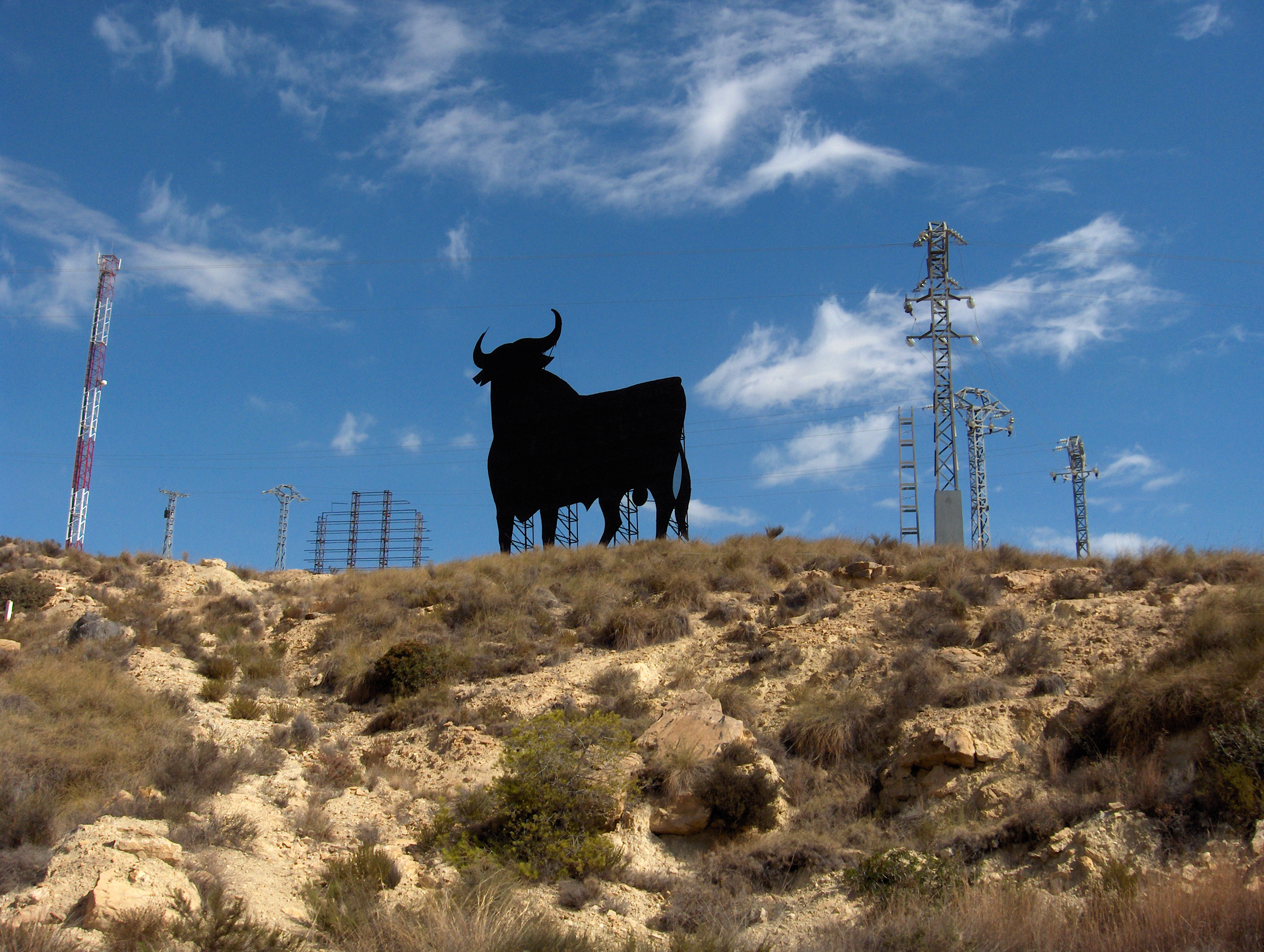
El toro de Osborne

La larga trayectoria histórica de los vinos jerezanos, su importante difusión comercial en el extranjero y su fuerte arraigo en la cultura bajoandaluza y española, han hecho que el jerez esté presente en numerosas manifestaciones culturales de diverso tipo.
En el ámbito de la cultura popular está presente en refranes, además de ser un elemento imprescindible de las ferias de Andalucía occidental. Pero también en obras de teatro.

De Rota, la tintilla; de Sanlúcar, la manzanilla; y de Jerez, el que rey de los vinos es.

En el campo de la literatura culta tanto española como extranjera, son frecuentes las alusiones al jerez. Numerosos escritores de renombre mencionan en sus obras este vino de forma concreta o dentro de un contexto narrativo general. Célebres alusiones al jerez son las de William Shakespeare, Benito Pérez Galdós, Alexander Fleming o Edgar Allan Poe, en su relato El tonel de amontillado. También existen otros textos de autor incierto, como el "Pasquils Palinodia".
Shakespeare lo menciona en unas 50 ocasiones con el primitivo nombre de sherris o sherris-sack. Su pasión por el sack era compartida por otros literatos contemporáneos como John Fletcher, Francis Beaumont, John Donne, Robert Herrick o Michael Drayton, que solían beberlo en la Mermaid Tavern o en la Board's Head, en Londres.
El director Orson Welles, en su película "Campanadas a medianoche" (1965), incluye un texto de Shakespeare de 1597, del personaje Falstaff, que es una oda a este vino.
La importancia de la industria y de la comercialización del vino y del brandy de Jerez tiene un claro reflejo en el mundo de la publicidad. Anuncios como el Toro de Osborne, la Botella de Tío Pepe y otras imágenes publicitarias se han convertido en iconos de extraordinaria popularidad en España en el campo de la cultura de masas.
También se hace referencia a él en la famosa marcha militar Las Corsarias (popularmente conocida también como Soldadito español): «Como el vino de Jerez y el vinillo de Rioja son los colores que tiene la banderita española».
En cuanto a pintura, el Jerez se encuentra en cuadros de Raphaelle Peale y otros muchos autores.
Una botella propiedad del zar Nicolás II de Rusia está considerado el Jerez más caro del mundo y una de las 10 botellas de vino más caras del mundo, con un precio estimado de más de 50 000 dólares.

## Jerez y salud
Además de afirmaciones informales como la famosa frase de Alexander Fleming «Si la penicilina cura a los vivos, el Jerez resucita a los muertos», existen diversos estudios que permiten afirmar los beneficios para la salud de una ingesta moderada de Jerez.Sin embargo no se puede pasar por alto que, en el caso de bebidas con contenido alcohólico, el perjuicio siempre es mayor que el beneficio que se pueda obtener de su ingesta.